# Selena Gomez
Selena Marie Gomez (Grand Prairie, Texas, 22 de julio de 1992) es una cantante, compositora, actriz, productora, empresaria y filántropa estadounidense.
Inició su carrera como actriz a los 10 años con el papel secundario de Gianna en la serie infantil Barney y sus amigos. Participó en ella hasta 2004, cuando se vio forzada a retirarse del elenco. Luego de eso, hizo apariciones pequeñas en películas y series de televisión como Spy Kids 3-D: Game Over (2003), Walker, Texas Ranger: Trial by Fire (2005) y Brain Zapped (2006). A partir de 2006 interpretó pequeños papeles en diversas series del canal de televisión Disney Channel como The Suite Life of Zack & Cody y Hannah Montana. Asimismo, filmó algunos spin-off que el canal no emitió.
Finalmente, en 2007 protagonizó la serie Wizards of Waverly Place, que le otorgó diversos premios. El programa tuvo buena recepción y ganó tres veces el premio Emmy al mejor programa infantil. Durante la filmación del programa, protagonizó la película lanzada directamente para DVD, Another Cinderella Story (2008), así como otras para televisión, como Princess Protection Program (2009) y Wizards of Waverly Place: The Movie, que contaron con óptima recepción. En 2008 hizo también su debut como actriz de voz en la película animada Dr. Seuss' Horton Hears a Who!. Simultáneamente, ese mismo año firmó un contrato con la discográfica Hollywood Records y participó con canciones para Disneymania 6 y las bandas sonoras de Tinker Bell y Another Cinderella Story.
En 2009 formó una banda llamada Selena Gomez & the Scene, el 29 de septiembre de ese mismo año, la discográfica publicó su primer álbum de estudio, titulado Kiss & Tell. El álbum tuvo buena recepción comercial y consiguió la certificación de disco de oro por parte de la RIAA y la CRIA. Según Bill Lamb de About.com, Kiss & Tell presentaba influencias de Miley Cyrus, Kelly Clarkson y Avril Lavigne. Para promocionar el álbum, Hollywood Records lanzó dos sencillos: «Falling Down» y «Naturally». Este último contó con buena recepción comercial y obtuvo reseñas positivas por parte de los críticos musicales, y llegó a ser certificado con discos de platino en los Estados Unidos y Canadá.
En 2010 protagonizó su primera película en el cine, Ramona and Beezus, y posteriormente en 2011, Monte Carlo, En 2012 prestó su voz para el personaje principal de Hotel Transylvania. En 2013 protagonizó proyectos más maduros como Spring Breakers y Getaway. Ese mismo año publicó su primer álbum de estudio como solista, Stars Dance. Este llegó al primer puesto en las listas de países como Canadá, los Estados Unidos y Noruega y alcanzó el top 10 en más de doce territorios. Su primer sencillo, «Come & Get It», alcanzó el número 6 en la lista Billboard Hot 100, lo que lo convirtió en su primer top 10 en el conteo. Para promocionar el álbum alrededor del mundo, inició su gira Stars Dance Tour. Luego de siete años con Hollywood Records, Gomez firmó un contrato con Interscope Records. El primer álbum de estudio de Gomez con Interscope, Revival, debutó en el número uno en los Estados Unidos y produjo el primer top 5 de Gomez, «Good for You». Su tercer álbum de estudio, Rare (2020), se convirtió en su tercer número uno consecutivo en los Estados Unidos, y su sencillo principal, «Lose You to Love Me», su primera canción número uno en los Estados Unidos y Canadá. En el 2021, lanzó el EP en español Revelación, por el cual recibió una nominación al Premio Grammy al mejor álbum de pop latino. De acuerdo con Billboard, Gomez ha vendido más de 30 millones de álbumes en todo el mundo y más de 300 millones de sencillos. Posteriormente, la cantante lanzó una serie de sencillos, incluyendo Calm Down Remix junto al cantante nigeriano Rema,  que se convirtió en el segundo sencillo en el top 3 de la cantante en Estados Unidos así como en 2025 lanzó un disco colaborativo, junto a su pareja Benny Blanco, llamado I Said I Love You First,  debutando en el puesto número 2 de Estados Unidos con más de 120.000 copias, siendo la mejor semana de estreno en ventas para ambos artistas.
Aparte de su carrera como artista, Gomez también se ha dedicado a la filantropía, y en 2009 la UNICEF la convirtió en la embajadora más joven de la historia. Ha lanzado su propia línea de ropa, llamada Dream Out Loud y un perfume con su mismo nombre, así como también una línea de esmaltes de uñas. En 2013, Adidas NEO Label la eligió como su imagen publicitaria, al igual que Pantene en 2015, Coca-Cola en 2016 y las marcas Coach y Puma en 2017, con las que ha diseñado distintos productos. Es la fundadora y propietaria de la empresa de cosméticos Rare Beauty, lanzada al mercado en 2020, y cuyo crecimiento exponencial la ha permitido posicionarse como una de las marcas de maquillaje más famosas del mundo, teniendo una valoración bursátil de entre 2.000 y 2.700 millones de dolares estadounidenses. Además, por cada venta el 1% de esta se destina al "Rare Impact Found", que se enmarca dentro de la actividad filantrópica de la artista, y que tiene como objetivo crear un programa de ayudas para facilitar el acceso a servicios de salud mental a las personas más desfavorecidas, fijándose el objetivo de recaudar 100 millones de dólares en un plazo de 10 años desde el lanzamiento oficial de la empresa.  Tiene un gran número de seguidores en las redes sociales y es la mujer más seguida en Instagram con más de 400 millones de seguidores. Hasta septiembre de 2024 se dio a conocer que la joven había alcanzado una fortuna de 1 billón de dólares (~1.000 millones de euros). 
Además, Gomez retomó su carrera actoral en 2021 con la serie Only Murders in the Building, una serie de comedia en la que, tras ocurrir un asesinato en un edificio en la ciudad de Nueva York, tres vecinos se unen para hacer un podcast de crímenes reales con el objetivo de resolver el misterio, en la que ella protagonizó el papel de Mabel Mora, así como es productora ejecutiva de la serie, junto a los también protagonistas Steve Martin y Martin Short. La serie ha sido reconocida por la crítica, habiendo sido nominada y galardonada a numerosos premios, incluyendo una nominación a todas las temporadas en los Premios Emmy, incluyendo una nominación de Gomez como "Mejor actriz en una Serie de Comedia" , así como galardones al "Mejor Elenco de una Serie de Comedia" en los Premios del Sindicato de Actores en 2024, o un galardón de Gomez por "Mejor actriz en una serie de comedia" en los Premios Satellite. Siendo una de las series más exitosas de la plataforma de Disney+, actualmente se han grabado 5 temporadas.  En lo relativo a la gran pantalla, en 2024 fue estrenada Emilia Pérez, dirigida por Jacques Audiard, siendo una comedia musical centrado en el mundo del narcotráfico en México, en el que un líder del narcotráfico, Manitas, busca cumplir su deseo de toda la vida, realizar una transición de sexo y cambiar de vida.  Protagonizado por Karla Sofía Gascón, en el papel de Emilia, y Zoe Saldaña, como una abogada que ayuda a Emilia a transicionar, Gomez encarnó el papel secundario de Jessi, esposa de Manitas, el filme, que generó bastante controversia, también recibió una fuerte aclamación por parte de la crítica, obteniendo en la 77ª edición del Festival de Cannes el "Premio del Jurado", así cómo se premio a todo el elenco femenino de la película con el galardón de "Mejor Actriz".  También recibió 13 nominaciones en la 97.ª edición de los Premios Óscar, ganando en 2 de las categorías,  y fue galardonada como "Mejor Película Europea" en los Premios Goya,  entre otros galardones obtenidos. 

## Biografía y carrera actoral

### 1992-2006: Primeros años de vida e inicios de su carrera actoral

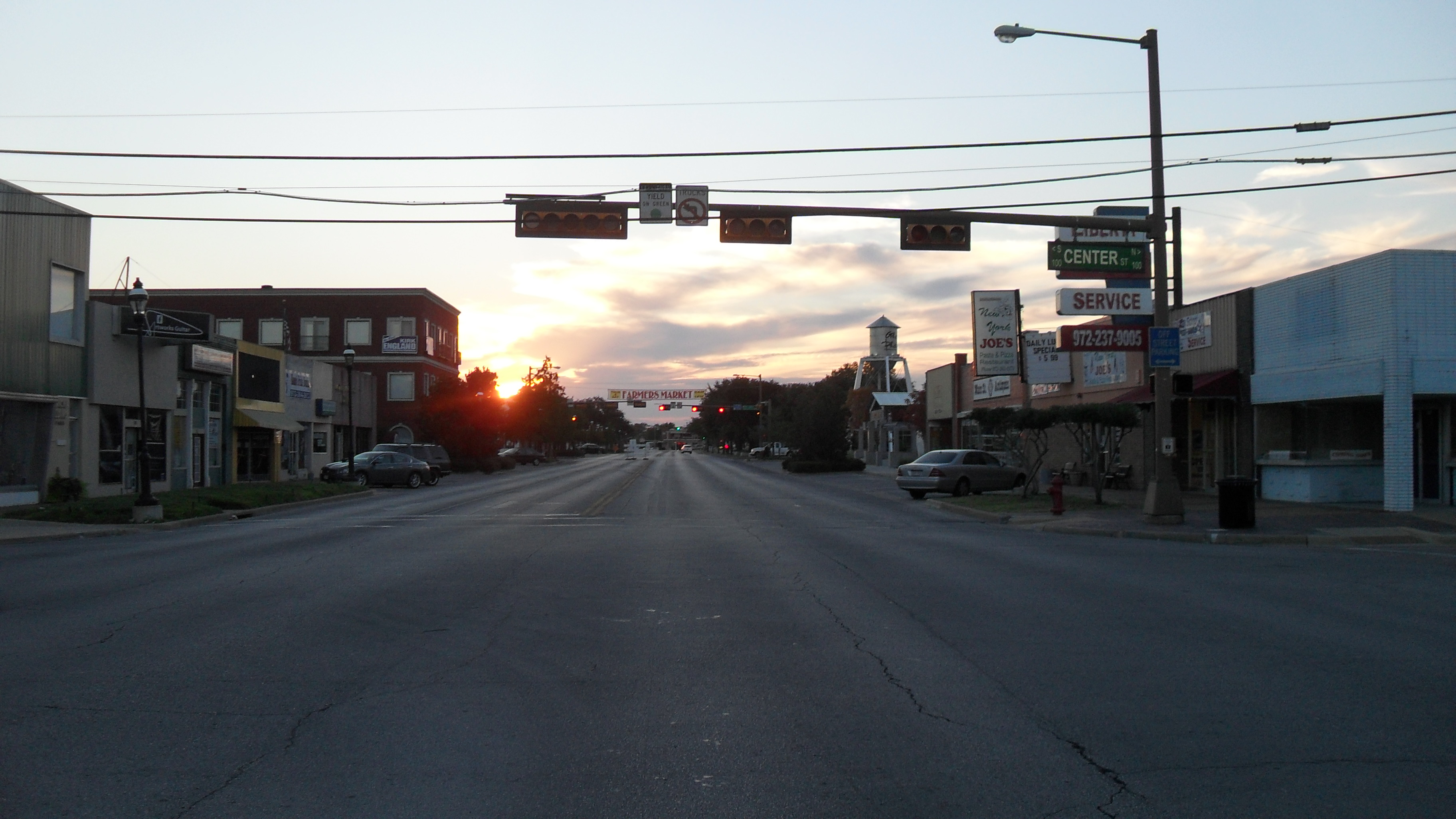
Grand Prairie (Texas), lugar de nacimiento de Gomez.

Selena Marie Gomez nació el 22 de julio de 1992 en Grand Prairie (Texas), Estados Unidos. Es la primera hija del estadounidense de padres mexicanos Ricardo Joel Gomez y la antigua actriz de teatro estadounidense Mandy Teefey (de soltera, Mandy Cornett), quien dio a luz a Gomez a sus 16 años. Gomez recibió su nombre debido a la cantante texana Selena, de quien sus padres eran admiradores. Gomez dijo que «a medida que fui creciendo y podía entender por qué ella me llamó así, fui a visitar su tumba y los lugares que frecuentaba». Su padre es de ascendencia mexicana y hondureña, mientras que su madre es estadounidense de ascendencia italiana. Los abuelos paternos de Gomez emigraron a Texas desde Monterrey en la década de 1970. De su herencia, Gomez ha dicho que es «una orgullosa estadounidense-mexicana de tercera generación» y «Mi familia tiene quinceañeras y vamos a la iglesia de la comunión. Hacemos todo lo que es católico, pero en realidad no tenemos nada tradicional excepto ir al parque y hacer parrilladas los domingos después de la iglesia». Gomez hablaba español con fluidez hasta los siete años. Sus padres se separaron cuando tenía 5 años, y desde entonces su madre la crio sola. Gomez reveló que inicialmente culpaba a su madre por el divorcio, ya que «quería demasiado una familia». También dijo: «quería tener a mis padres juntos. Solo recuerdo haber estado molesta con mi mamá. Todavía me siento mal por eso». Como respuesta, su madre explicó que: «[Selena] se desahogaba y me gritaba y todo lo que yo podía hacer era decir 'lo siento, pero lo entenderás algún día'». Para finalizar, Gomez reconoció que: «Tenerme a los 16 tuvo que haber sido una gran responsabilidad. Mi mamá dio todo por mí y tuvo como tres trabajos. Ella me apoyó, sacrificó su vida por mí». Su infancia fue humilde, ya que su familia contaba con escaso dinero. Respecto a eso, Gomez comentó:

«Recuerdo que mi mamá se quedaba sin gasolina todo el tiempo y nos sentábamos ahí y teníamos que dejar el coche y buscar alojamiento y ayudarla a conseguir gasolina porque nunca le gustó pedir dinero a mis abuelos».

Refiriéndose a lo mismo, su madre dijo que: «Pudimos quedarnos sin gasolina, tuvimos que caminar a la tienda de dólar para conseguir espagueti de un dólar y hacerlo... así que siempre teníamos comida pero si sabía que ella quería ir a un concierto ahorraba para ello. Haces lo mejor que puedes con lo que te dan». La actriz reveló que «fue utilizada» por su padre como cebo para atraer mujeres después de divorciarse, ya que estas lo encontraban más atractivo por el «encanto» de Gomez. Cornett se casó con Brian Teefey en 2006. En noviembre de 2011, Gomez reveló que su madre estaba embarazada de Brian Teefey. Sin embargo, tres semanas después, su madre sufrió un aborto involuntario. Finalmente, Teefey volvió a quedar embarazada y dio a luz el 12 de junio de 2013 a Gracie Elliot Teefey, medio hermana de Gomez. La actriz confesó que cuando asistía a la escuela no fue popular, e incluso sufría bullying.
De acuerdo con Gomez, desarrolló su interés en la actuación desde temprana edad, cuando veía a su madre prepararse para sus obras de teatro. A los 10 años hizo su primera audición para Barney & Friends, junto a Demi Lovato. Comenzó a grabar el programa en 2002, con el papel recurrente de Gianna. Sin embargo, en 2004, luego de dos temporadas, los productores decidieron que Gomez era muy mayor para seguir participando en la serie, por lo que la desplazaron. En 2003 hizo una pequeña aparición en la película Spy Kids 3-D: Game Over, la cual se considera su debut cinematográfico. Posteriormente, en 2005 interpretó a Julie, un papel menor en Walker, Texas Ranger: Trial by Fire, y en 2006 protagonizó el cortometraje de televisión Brain Zapped. El mismo año, apareció en un episodio de la serie de Disney Channel The Suite Life of Zack & Cody.

### 2007-2011:Wizards of Waverly Placee inicios en el cine

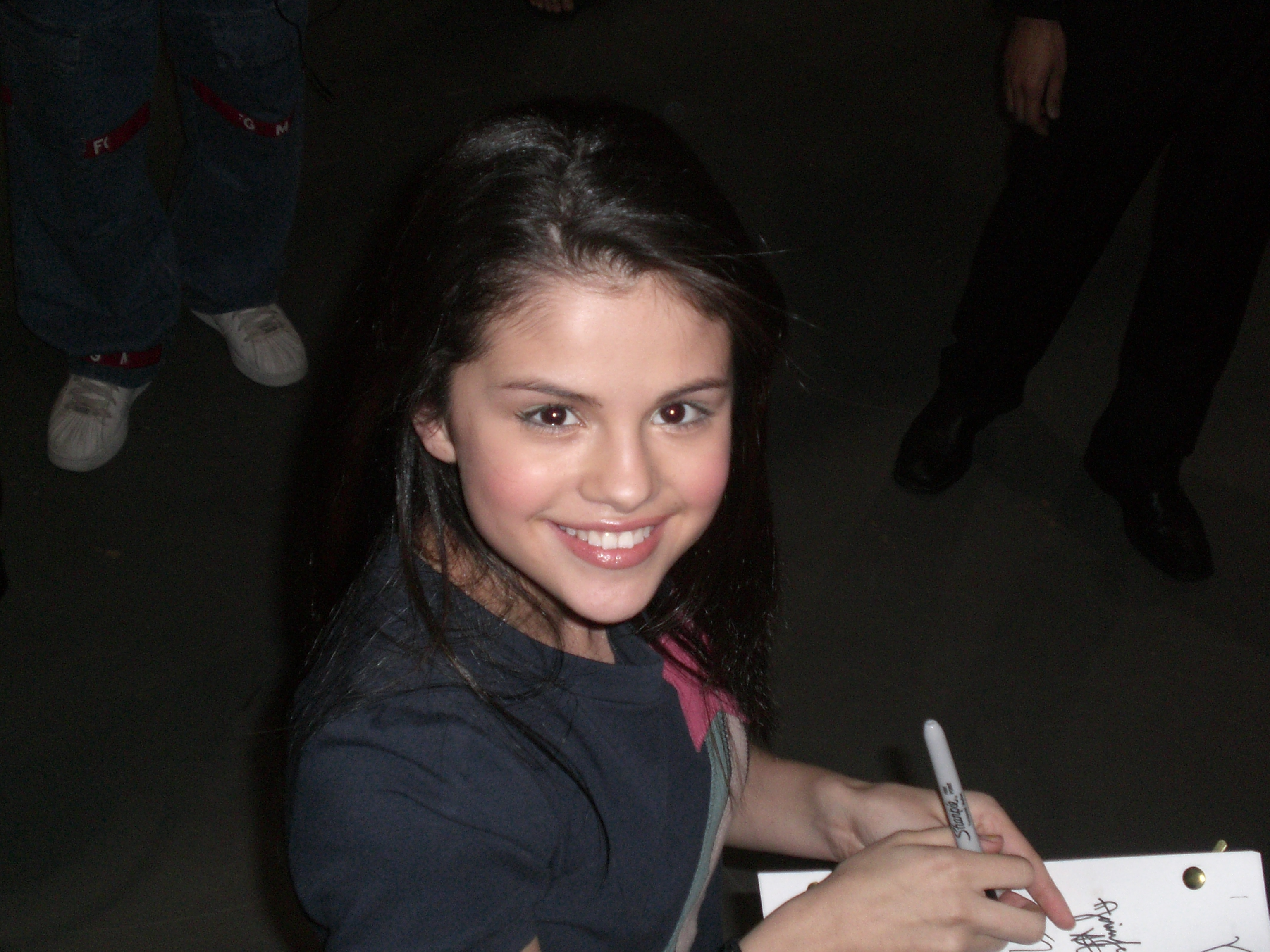
Gomez en el estudio de grabación de Wizards of Waverly Place en 2007.

A finales de 2006 y comienzos de 2007, Gomez filmó un spin-off de The Suite Life of Zack & Cody llamado Arwin!, en el que era protagonista. Sin embargo, Disney Channel decidió no emitirlo. Luego, en 2007, Gomez filmó otro spin-off de Lizzie McGuire llamado What's Stevie Thinking?, no obstante, Disney Channel tampoco lo emitió. El mismo año apareció en dos episodios de la serie Hannah Montana, con el papel de Mikayla, la rival de la protagonista. Finalmente, ese mismo año interpretó el papel protagonista de Alex Russo en la serie Wizards of Waverly Place, también de Disney Channel. Su estreno se llevó a cabo el 12 de octubre de 2007, y su episodio piloto contó con aproximadamente 5,9 millones de espectadores. La serie fue una de las más exitosas del canal y ganó tres veces el premio Emmy a mejor programa infantil. De igual forma, su papel en el programa le dio a Gomez reconocimiento mundial, así como también numerosos galardones, tales como un premio ALMA por mejor actriz de comedia en televisión, un Gracie Allen por artista femenina en ascenso en una serie de comedia, numerosos Teen Choice Awards y Kid's Choice Awards, entre otros. Durante 2010, Gomez figuró en la lista de los artistas jóvenes más adinerados, debido a sus ganancias superiores a 25 mil dólares por episodio. Wizards of Waverly Place finalizó a principios de enero de 2012, y su episodio final tuvo una audiencia de aproximadamente 9,8 millones, la mayor audiencia recibida por cualquier episodio final de una serie de Disney Channel. En 2008 interpretó el papel de Mary Santiago, protagonista de Another Cinderella Story, junto a Drew Seeley. Esta película se lanzó directamente a DVD, y para ella Gomez tomó clases de baile por dos meses. Esta también contó con buena recepción, y recibió un premio WGA por mejor guion para una película infantil.

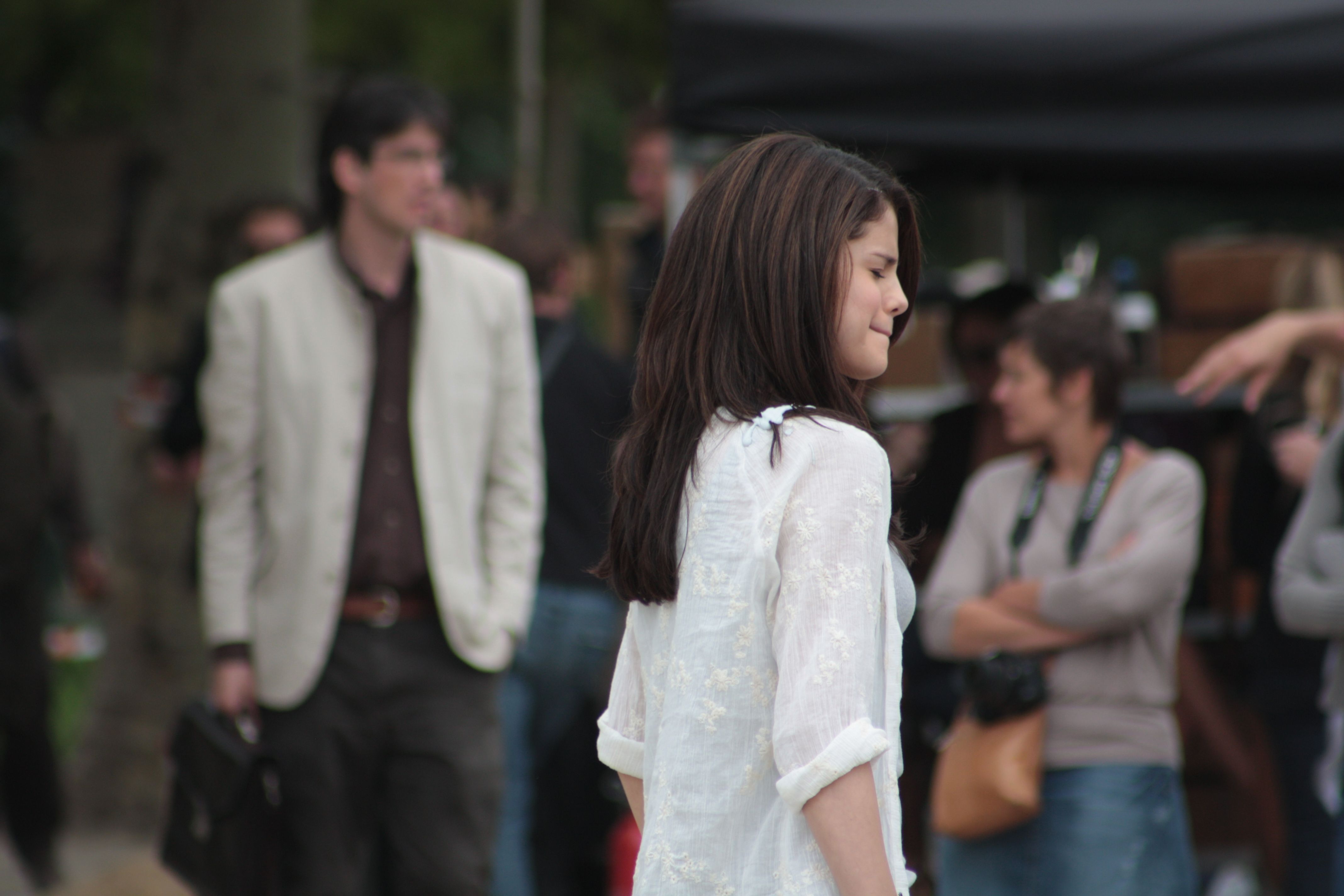
La actriz filmando Monte Carlo en París (Francia) en junio de 2010.

Ese mismo año prestó su voz por primera vez para la película animada Dr. Seuss' Horton Hears a Who!. Allí interpretó a las noventa hijas del alcalde de Whoville, una ciudad ficticia inventada para la película. De acuerdo con Gomez, para estos papeles «tuve que cambiar mi voz para hacer voces más altas, y luego bajarla para hacer voces más bajas. Todas las hijas del alcalde de Whoville lucen diferentes, así que interpreto diferentes personajes». En 2008 volvió a aparecer en otro episodio de Hannah Montana y realizó apariciones en Jonas Brothers: Living the Dream y Studio DC: Almost Live. Ese mismo año, la revista Forbes la incluyó en su lista de «ocho estrellas infantiles para mantener en la mira», junto a otros artistas jóvenes como Miranda Cosgrove, Demi Lovato, los Jonas Brothers, entre otros. Al año siguiente apareció en un crossover entre Hannah Montana, The Suite Life on Deck y Wizards of Waverly Place interpretando a Alex Russo. Ese mismo año protagonizó dos películas de Disney Channel: Princess Protection Program, junto a Demi Lovato, y Wizards of Waverly Place: The Movie. La primera de estas tuvo 8,5 millones de espectadores en su estreno, lo que la convirtió en la tercera película más vista de Disney Channel en su estreno, solo por detrás de Camp Rock (2008) y High School Musical 2 (2007). La película de Wizards of Waverly Place ganó un premio Emmy en 2010 por mejor programa infantil, sumando en total cuatro premios de estos para la serie. Asimismo, su estreno tuvo una audiencia de 13,5 millones, lo que la convirtieron en la segunda película más vista del canal en su estreno, récord que antes poseía Camp Rock.
En 2009 volvió a participar como actriz de voz en la película Arthur and the Revenge of Maltazard, con el papel de la princesa Selenia. También hizo un cameo en la serie Sonny with a Chance. En 2010 protagonizó la película Ramona & Beezus, basada en la novela Ramona, de Beverly Cleary. Esta fue la primera gran película de Gomez en el cine, y comentó que cuando vio el tráiler «me dio un ataque al corazón y comencé a llorar. Fue mi primer tráiler». Nuevamente prestó su voz para la princesa Selenia en la continuación de Arthur and the Revenge of Maltazard, llamada Arthur 3: The War of the Two Worlds. Inicialmente, el papel de la princesa Selenia sería interpretado por Madonna, sin embargo, Gomez la reemplazó por razones desconocidas. Ese mismo año, Variety informó que Gomez protagonizaría la comedia femenina Monte Carlo junto a Leighton Meester, dirigida por Tom Bezucha, producida por Nicole Kidman y filmada en Mónaco, Budapest y París. Esta finalmente se estrenó el 1 de julio de 2011 y contó con buena aceptación. La actuación de Gomez en Monte Carlo recibió nominaciones a premios ALMA, Teen Choice, entre otros. En 2011 hizo una aparición en la película The Muppets, así como en So Random! y en el primer episodio de PrankStars.

### 2012-2019:Spring Breakersy maduración artística

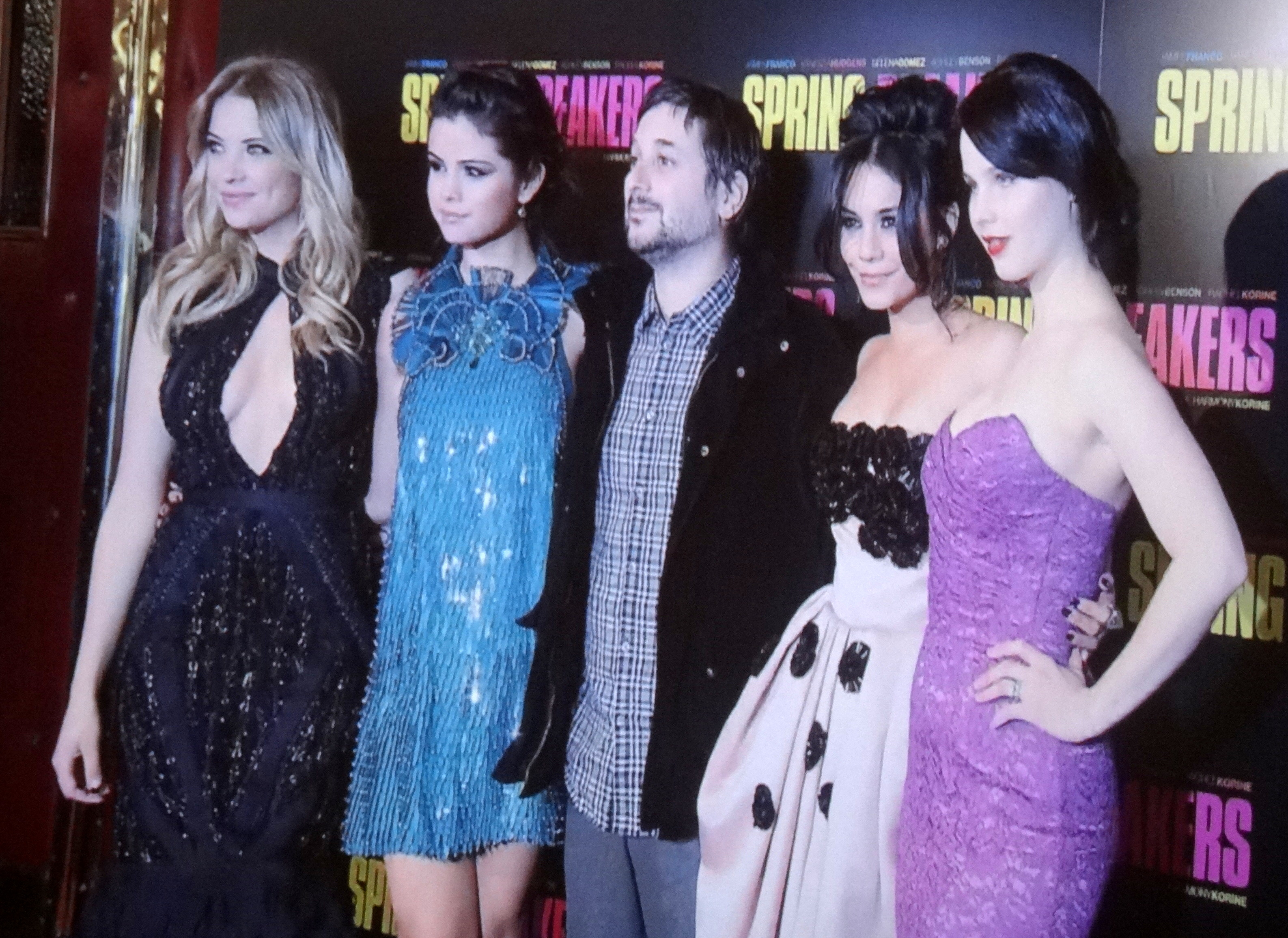
Elenco de Spring Breakers, de izquierda a derecha: Ashley Benson, Selena Gomez, Harmony Korine (director), Vanessa Hudgens y Rachel Korine.

A principios del 2012, se informó que Miley Cyrus abandonaría la película animada Hotel Transylvania, donde le daba voz a la protagonista, por lo que Gomez la reemplazó. En esta, interpreta mediante voz a Mavis, una vampira hija de Drácula, interpretado por Adam Sandler, que se enamora de un humano. Esta tuvo su estreno el 28 de septiembre de 2012 y recaudó aproximadamente 253 millones de dólares en todo el mundo. Hotel Transylvania recibió una nominación a los premios Globo de Oro en la categoría de mejor película animada; este a su vez fue el primer trabajo en el cual participó Gomez nominado a un Globo de Oro. No obstante, perdió ante Brave (2012), dirigida por Mark Andrews. En mayo de 2012, la actriz protagonizó un sketch de Funny or Die, un sitio web de comedia, en el que parodiaba la novela Fifty Shades of Grey, escrita por E. L. James. Luego de esto, Gomez se incluyó en Spring Breakers, un proyecto más adulto dirigido por Harmony Korine, quien es conocido por haber participado en controversiales películas como Kids (1995) y Trash Humpers (2009). De acuerdo con Gomez, su personaje era «un personaje diferente a los que he interpretado antes [...] Es un diferente tipo de vibra de la que creo que la gente está acostumbrada a verme. Lo que vas a ver es más crudo, creo. Va a ser más cruda y más sobre la actuación». La actriz también comentó que audicionó para el papel en la película debido a que su madre era una gran admiradora del director, y afirmó que no tomó el rol para demostrar que puede interpretar un «papel travieso», sino porque era la oportunidad para expandir sus habilidades como actriz. Spring Breakers se mostró por primera vez en el Festival Internacional de Cine de Venecia en 2012, donde recibió una nominación al León de Oro. La película se estrenó oficialmente el 22 de marzo de 2013 en los Estados Unidos, y fue censurada para menores de 17 años. Después de su estreno, contó con revisiones generalmente favorables por parte de los críticos profesionales.
El 14 de marzo de 2013, Disney Channel estrenó un especial de reencuentro de Wizards of Waverly Place, titulado The Wizards Return: Alex vs. Alex. Además de protagonizarlo, Gomez se desempeñó en él como productora ejecutiva. A finales del 2012, Gomez se encontraba en Chile realizando un concierto, y Eli Roth le ofreció realizar un cameo en Aftershock, una película de horror. Esta tuvo su estreno el 10 de mayo de 2013 en los Estados Unidos. En abril de 2012, Gomez informó que estaba filmando una película de acción en Bulgaria llamada Getaway, junto a Ethan Hawke. Su estreno tuvo lugar el 30 de agosto de 2013 y contó con críticas generalmente negativas. A pesar de ello, en abril de 2013, Hollywood Reporter informó que Gomez aparecería en Rudderless, una película sobre el poder del amor de los padres. La filmación de esta comenzó el mismo mes, en Oklahoma, bajo la dirección de William H. Macy. En octubre de 2013 apareció en «City of Angels», un vídeo de la banda de rock 30 Seconds to Mars. Allí habló sobre los comentarios negativos de las personas hacia ella. En 2014, Gomez protagonizó Behaving Badly, una «comedia oscura» basada en la novela While I'm Dead... Feed the Dog (2000). A principios del mismo año, Gomez relevó a su madre y padrastro de su rol como mánager, y firmó con WME y Brillstein para que la representaran. De acuerdo con Billboard, esta sería una «parte crucial» para avanzar y hacer películas y música más orientadas a los adultos. En octubre, Gomez manifestó en E! News que había preparado nueva música, pero aun así mantendría su carrera como actriz de forma simultánea. También reveló que había audicionado para numerosas películas.
En enero de 2015, Jen Yamato de Deadline anunció que la actriz protagonizaría junto a Paul Rudd su primera película representada por WME y Brillstein, titulada Los principios del cuidado. Esta es una adaptación cinematográfica de la novela homónima («The Revised Fundamentals of Caregiving» en inglés) escrita por Jonathan Evison en 2012. La filmación de la película empezó el 22 de enero en Atlanta. El mismo medio informó que Gomez volvería a prestar su voz para Mavis en Hotel Transylvania 2. Poco tiempo después, Borys Kit de Hollywood Report publicó que Gomez trabajaría nuevamente con James Franco en la adaptación cinematográfica de In Dubious Battle. A finales de octubre de 2015, Billboard reportó que Gomez sería la productora ejecutiva de la serie de Netflix 13 Reasons Why, basada en la novela homónima escrita por Jay Asher. Brian Yorkey creó la serie y Gomez la produce junto a su madre Mandy Teefey, Kristel Laiblin y Anonymous Content.
Gomez protagonizó la película Día de lluvia en Nueva York, dirigida por Woody Allen, junto a los actores Timothée Chalamet y Elle Fanning. El largometraje fue grabado en 2017 pero no fue publicado hasta 2019.

### 2020-presente:Only Murders in the BuildingySelena Gomez: My Mind & Me
Gomez presentó y fue productora ejecutiva del programa de cocina de HBO Max Selena + Chef, en el que Gomez se une a un chef diferente en cada episodio de forma remota debido a la pandemia de COVID-19. Cada episodio destaca una organización benéfica relacionada con los alimentos. El programa se estrenó en agosto de 2020, y fue bien recibida por las críticas.
Gomez protagonizó y también como productora ejecutiva de la serie de comedia de misterio de Hulu Only Murders in the Building junto a Steve Martin y Martin Short, que se estrenó en Hulu en agosto de 2021, y estableció el récord del estreno de comedia más visto en la historia de Hulu. Antes del estreno oficial de la serie, Gomez reveló que estaba feliz de haber interpretado a un personaje que coincidía con su edad real actual, y dijo que «fichó [su] vida» a The Walt Disney Company al comienzo de su carrera y que «no sabía lo que estaba haciendo». La serie ha recibido elogios de la crítica, y numerosos reconocimientos. Las actuaciones y la química entre el trío principal fueron elogiadas por la crítica; Richard Roeper del Chicago Sun-Times escribió: «Gomez es una verdadera coprotagonista en la serie y hace un excelente trabajo al combinar con Martin y Short para formar uno de los tríos de amistad más entretenidos, aunque improbables, de los últimos tiempos». Gomez fue nominada al Premio de la Crítica Televisiva, al Premio Globo de Oro, y dos veces al Premio Satellite a la mejor actriz en una serie de comedia, y al Premio del Sindicato de Actores al mejor reparto de serie de televisión de comedia. En la 74.ª edición de los Primetime Emmy Awards, fue nominada como productora a Mejor serie de comedia, marcando solo la tercera vez que una latina ha estado entre las productoras nominadas a series de comedia en la historia de los premios. Varios periodistas expresaron su decepción por no haber recibido una nominación al Emmy a la mejor actriz principal en una serie de comedia. Sus coprotagonistas, Steve Martin y Martin Short, emitieron un comunicado en el que decían: «Estamos un poco consternados de que Selena no haya sido nominada porque es muy importante para el trío, para el programa. De alguna manera nos equilibra».
En 2022, Gomez retomó el papel de voz de Mavis y también se desempeñó como productora ejecutiva de la cuarta entrega de la franquicia Hotel Transylvania, Hotel Transylvania: Transformanía. En respuesta al aumento de casos de la variante Delta del SARS-CoV-2 en los Estados Unidos, Sony Pictures canceló los planes teatrales de la película. La película se estrenó en Amazon Prime Video en enero de 2022 con críticas mixtas. Gomez fue nominada como productora ejecutiva para un premio Emmy para niños y familias. En noviembre, Gomez reveló que tomará lecciones de español para una «película en español» que comenzará a filmar en el verano de 2023; se rumorea que la película será Emila Pérez, dirigida por Jacques Audiard.Fue seleccionada para competir por la Palma de Oro en el Festival Internacional de Cine de Cannes de 2024, que se estrenó el 18 de mayo de 2024 y obtuvo una ovación de pie de 9 minutos al final de su proyección.
Gomez fue el foco de la película documental «cruda e íntima» dirigida por Alek Keshishian, Selena Gomez: My Mind & Me. La película se estrenó en el AFI Fest en noviembre de 2022, y se estrenó dos días después en Apple TV+ y en salas de cine seleccionadas. Recibió una recepción crítica positiva tras su publicación; el documental fue elogiado por su transparencia en salud mental. Chris Azzopardi de The New York Times lo describió como un «estudio de retrato honesto del estrellato y la enfermedad mental». La película recibió el Sello de Empoderamiento Femenino en el Entretenimiento de la Asociación de Critics Choice.
En 2023, Gomez comenzará a filmar la tercera temporada de Only Murders in the Building en eneroy finalizó en abril del mismo año.Al año siguiente, en 2024, Gomez esta vez comenzó filmar para la cuarta temporada en marzoy finalizó en junio del mismo año.

#### Próximos proyectos
En octubre de 2020, se anunció que Gomez producirá y posiblemente protagonizará la película de terror y suspenso Dollhouse. En noviembre de 2020, Gomez fue anunciada como productora ejecutiva y estrella de la película biográfica dirigida por Elgin James In the Shadow of the Mountain, basada en las memorias de Silvia Vásquez-Lavado, la primera mujer abiertamente gay en completar las Siete Cumbres. En abril de 2021, Gomez también iba a protagonizar el thriller psicológico Spiral. En marzo de 2022, un proyecto inspirado en Sixteen Candles titulado 15 Candles entró en desarrollo para Peacock, con Gomez como productora ejecutiva. En agosto, se anunció que Gomez está en conversaciones para producir una nueva versión de Working Girl en Hulu.El 18 de enero de 2023, Gomez fue invitada como Alex Russo que se encuentran en producción de la próxima serie de Disney Wizards Beyond Waverly Place, también como productora ejecutiva junto con otros productores y que se estrenarán el 29 de octubre de 2024, tanto en Disney Channel como en Disney+.

## Carrera musical

### 2006-2012: Bandas sonoras y primeros trabajos como solista

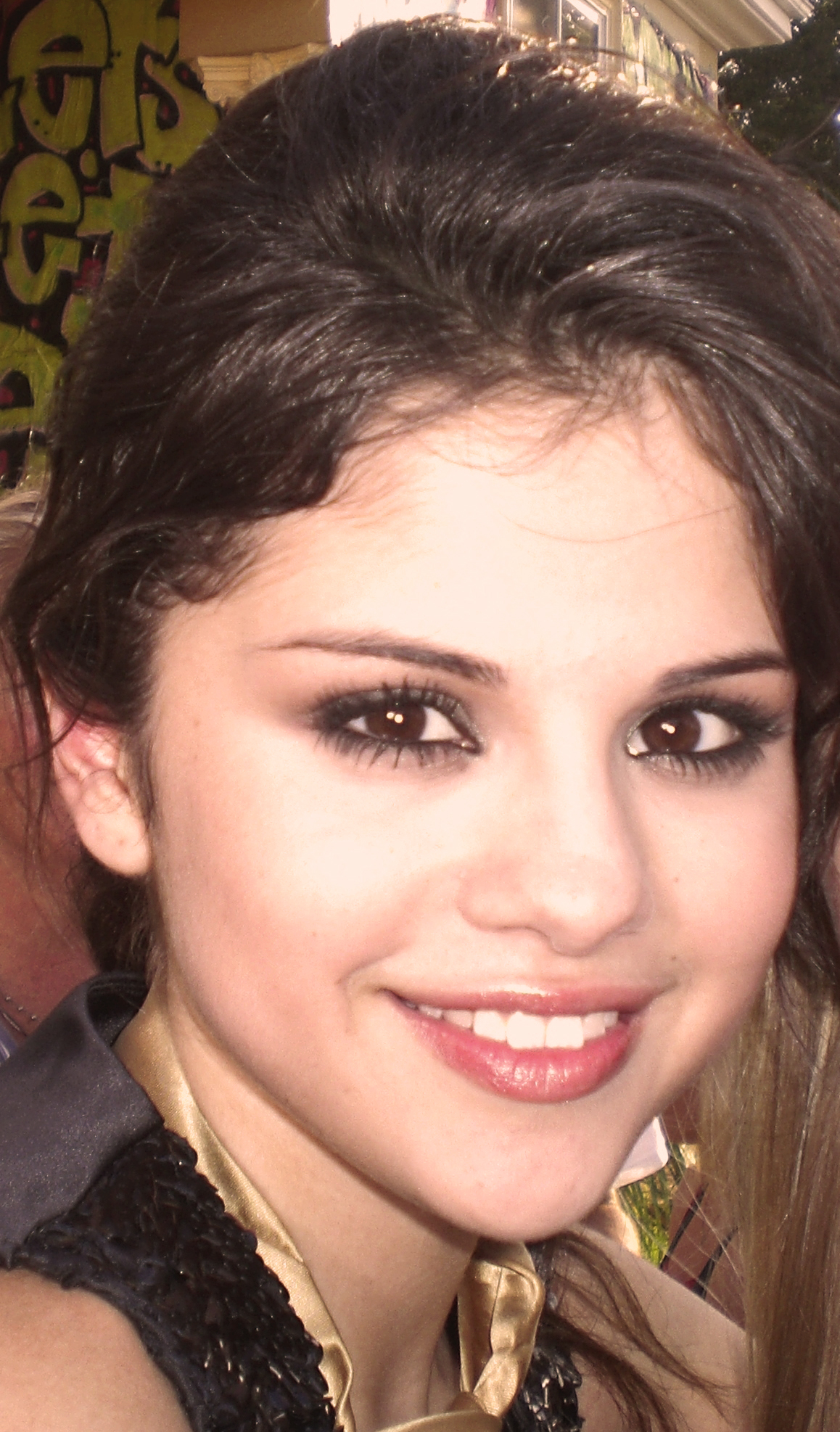
Gomez durante la filmación del vídeo musical de «Tell Me Something I Don't Know» en junio de 2008.

En 2006, Gomez interpretó el tema principal de Brain Zapped, cortometraje en el que era protagonista. En 2008 firmó un contrato con Hollywood Records, y desde entonces grabó múltiples bandas sonoras para Disney Channel. Ese mismo año grabó «Cruella De Vil» para el álbum recopilatorio de Disney, Disneymania 6 y «Fly to Your Heart» para la película Tinker Bell. Asimismo, grabó «Tell Me Something I Don't Know», «New Classic», junto a Drew Seeley y «Bang a Drum» para su película Another Cinderella Story. La primera de estas alcanzó el número 58 en la lista Billboard Hot 100, lo que la convirtió en la primera canción de Gomez que ingresaba a la lista. «Tell Me Something I Don't Know» vendió más de un millón de copias solo en Estados Unidos, y tuvo un vídeo musical dirigido por Elliott Lester. La banda sonora de Another Cinderella Story vendió aproximadamente 129 000 copias en los Estados Unidos, y en 2009, iTunes publicó un EP de esta que incluía exclusivamente las canciones de Gomez.
En 2008, Gomez apareció en el vídeo «Burnin' Up» de los Jonas Brothers. Al año siguiente, Disney publicó la banda sonora de Wizards of Waverly Place, donde interpretó «Disappear», «Magical», «Magic» (versión de una canción de Pilot) y el tema principal de la serie, «Everything Is Not What It Seems». La banda sonora de Wizards of Waverly Place ingresó a las listas de los Estados Unidos, México y Noruega. De las canciones, «Magic» fue la más popular, ya que ubicó el número 61 en el conteo Billboard Hot 100, el 81 en Canadá, el 5 en Noruega, y vendió aproximadamente 541 000 copias en los Estados Unidos. Más tarde cantó «One and the Same» junto a Demi Lovato para el álbum Disney Channel Playlist, donde también se incluyó «Everything Is Not What It Seems». También colaboró con la banda Forever the Sickest Kids en el sencillo «Whoa Oh! (Me vs. Everyone)». Simultáneamente, grabó «Send It On» junto a Demi Lovato, Miley Cyrus y los Jonas Brothers. Este sencillo tuvo la finalidad de apoyar la campaña benéfica Disney's Friends for Change. En 2010 apareció en el álbum Disneymania 7 con el tema «Trust in Me» y al año siguiente interpretó el tema principal de la serie de televisión Shake It Up. En 2012, la discográfica EMI Music escogió distintos artistas latinos para participar en el álbum Enamorada de ti, un álbum tributo a Selena. La discográfica seleccionó a Gomez para interpretar una versión de «Bidi bidi bom bom».

### 2009-2012: Selena Gomez & the Scene

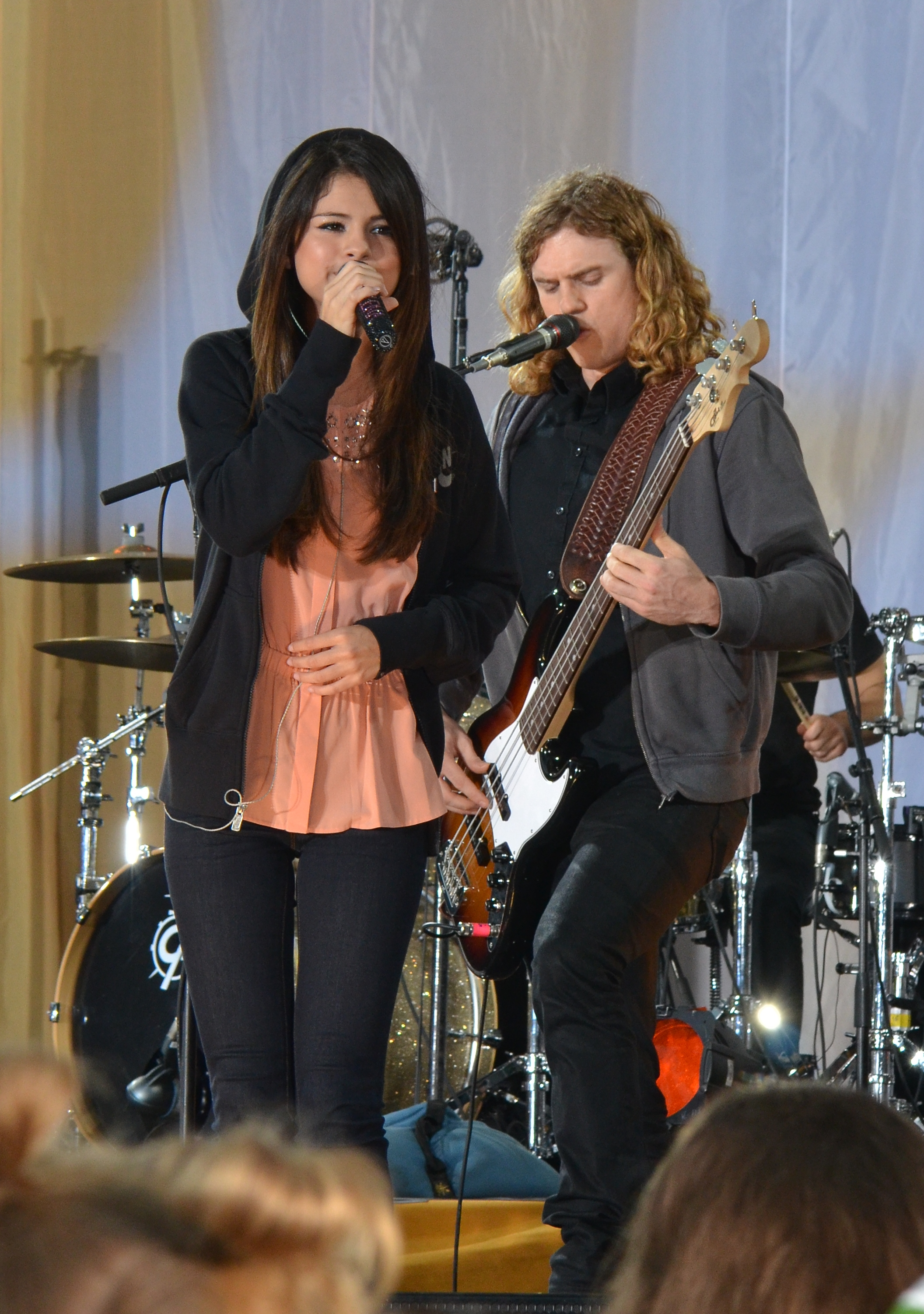
Selena Gomez & the Scene interpretando «Naturally» en Good Morning America en junio de 2011. En la imagen: Selena Gomez y Joey Clement.

Luego de firmar su contrato discográfico con Hollywood Records, Gomez comentó que quería formar una banda con chicos, y que estaba buscando a «alguien que sea muy apasionado con la música y me pueda mostrar que pueden rockear». Finalmente, en agosto de 2009, Gomez publicó en su cuenta de Twitter oficial que la banda se llamaría Selena Gomez & the Scene, y que el nombre de su primer álbum sería Kiss & Tell. Respecto al nombre de la banda, la intérprete comentó: «Llamé a la banda The Scene porque mucha gente se está riendo de mí llamándome una "wannabe scene", así que pensé que iba a burlarme de eso. ¡[Si] no puedes vencerlos, únete a ellos!». La banda estaba conformada también por Ethan Roberts, Joey Clement, Greg Garman, y Dane Forrest, sin embargo, estos «nunca sonaron como más que funcionarios de estudio». Debido a esto, su material usualmente era acreditado únicamente a Gomez. Hollywood Records publicó el primer álbum de estudio de la banda, Kiss & Tell, el 29 de septiembre de 2009. Este recibió críticas positivas, y Bill Lamb de About.com comparó el estilo de algunos de sus temas con el de Kelly Clarkson, Avril Lavigne y Miley Cyrus. Lamb también comentó que «Kiss & Tell no es una obra maestra, pero es un buen comienzo» y finalizó diciendo que «Selena Gomez tiene una madurez que apunta en la dirección de buena música por venir». El álbum debut de la agrupación también contó con buena recepción comercial, ya que alcanzó el top 10 en países como Austria, España, los Estados Unidos y Polonia. De igual forma, ingresó a múltiples listas de popularidad internacionales y recibió certificaciones de disco de oro en países como Canadá y los Estados Unidos y disco de plata en el Reino Unido. Para agosto de 2014, Kiss & Tell había vendido aproximadamente 920 000 copias solo en los Estados Unidos.
De Kiss & Tell se desprendieron dos sencillos: «Falling Down» y «Naturally». El primero de estos contó con revisiones polarizadas por parte de los críticos profesionales; Bill Lamb dijo que es «un fuerte primer sencillo» y elogió sus «coros atrevidos» y su «acentuada letra». También dijo que «"Falling Down" es un buen primer sencillo. Mantengan un ojo abierto para Selena Gomez como una estrella pop en ascenso». Su recibimiento comercial fue moderado; ingresó a las listas de Canadá y los Estados Unidos, y en este último vendió aproximadamente 566 000 ejemplares. «Naturally», por su parte, se convirtió en uno de los sencillos más exitosos de la banda, ya que entró a listas de países como Bélgica, Irlanda, el Reino Unido, Alemania, Nueva Zelanda, Austria, Australia, Suiza, Suecia, entre otros. Recibió múltiples discos de platino por parte de la RIAA y la CRIA, y en el país natal de Gomez superó las dos millones de copias vendidas. Un escritor de la revista Billboard dijo que el tema tenía un «jugoso e instantáneamente memorable gancho» y About.com la incluyó en su lista de las «100 mejores canciones pop de 2010». En marzo de 2010, la banda publicó su primer EP, titulado Naturally (The Remixes), compuesto de remezclas de «Naturally».

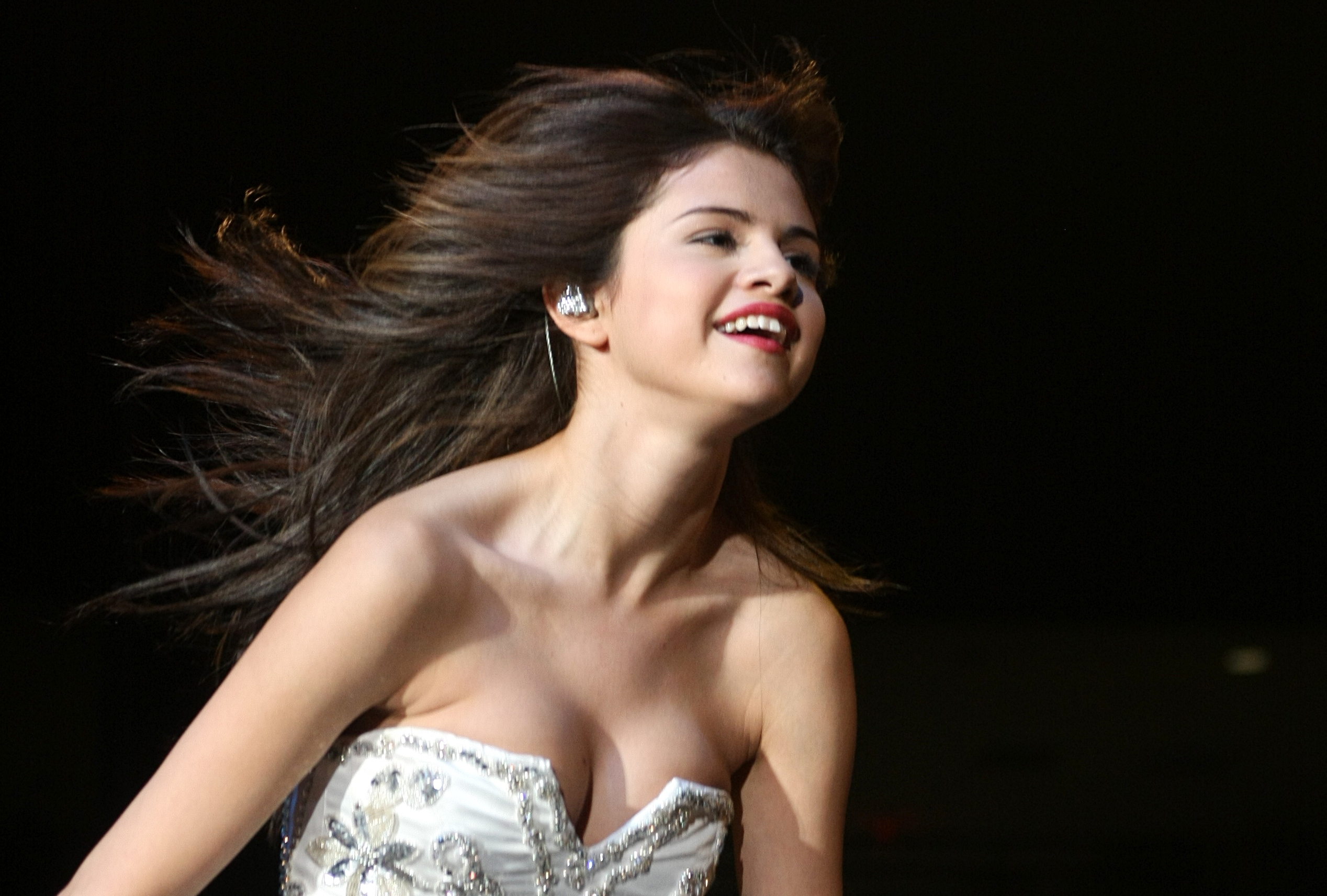
Gomez cantando durante el KIIS-FM Jingle Ball en diciembre de 2010.

A Year Without Rain, el segundo álbum de estudio de la banda, estuvo disponible en iTunes desde el 21 de septiembre de 2010. Este tuvo mejor recibimiento internacionalmente, alcanzó el número 4 en los Estados Unidos, el 6 en Canadá y España, el 9 en Portugal y el top 20 en más de cinco listas. Simultáneamente, recibió discos de plata, oro y platino en países como Brasil, Canadá, los Estados Unidos, Polonia y el Reino Unido. Para agosto de 2014 había expedido 810 000 copias solo en los Estados Unidos. Tim Sendra de Allmusic dijo que A Year Without Rain es «menos divertido y más serio», tanto lírica como musicalmente, en comparación con Kiss & Tell. Hollywood Records lanzó «Round & Round» como el primer sencillo del disco en junio de 2010. Este muestra la madurez de la banda musicalmente, y tuvo una recepción comercial moderada. En los Estados Unidos vendió 917 000 copias y recibió un disco de platino por parte de la RIAA. El segundo sencillo, «A Year Without Rain», contó con una recepción similar y recibió dos discos de platino por parte de la RIAA. La banda grabó una versión en español de «A Year Without Rain», titulada «Un año sin lluvia», que se lanzó en octubre de 2010. Esta fue la primera canción en español de la banda. Ese mismo año publicaron The Club Remixes, un álbum de remezclas de «Round & Round» y «A Year Without Rain». Para promocionar A Year Without Rain, la banda interpretó canciones del álbum en la serie de conciertos KIIS-FM Jingle Ball, junto a otros artistas como Katy Perry, Enrique Iglesias, Taio Cruz, entre otros.

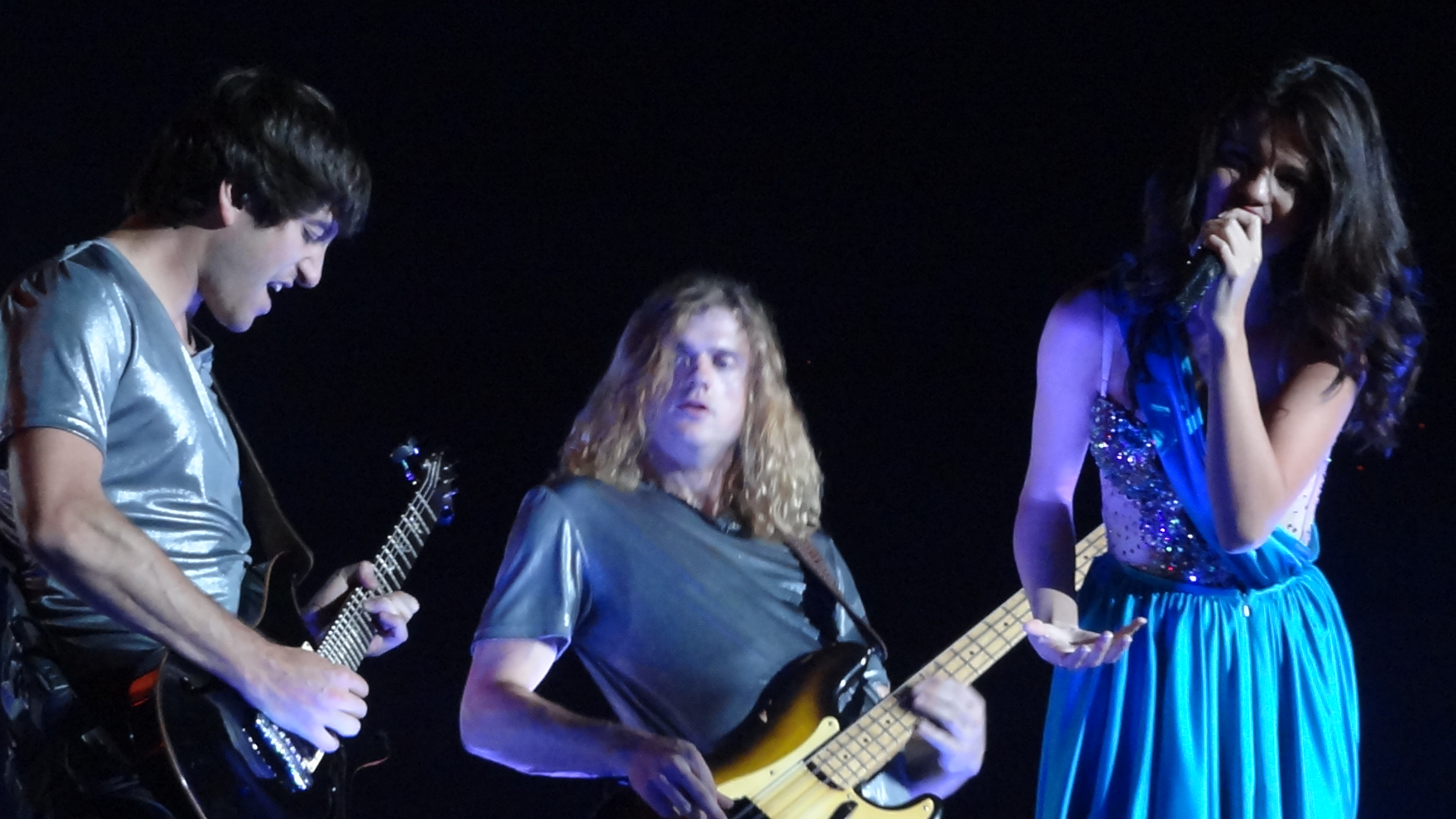
La banda cantando durante el We Own the Night Tour. De derecha a izquierda: Selena Gomez, Joey Clement y Ethan Roberts.

La discográfica publicó When the Sun Goes Down el 28 de junio de 2013. Este fue el álbum mejor posicionado internacionalmente de la banda, ya que alcanzó el top 10 en Canadá, España, los Estados Unidos, Bélgica, México, Noruega y Nueva Zelanda. Hasta agosto de 2014 había vendido 690 000 copias en los Estados Unidos, por lo que recibió un disco de oro en el país. «Who Says» se lanzó como el sencillo líder de este, y contó con buena recepción. Este alcanzó el número 21 en la lista Billboard Hot 100, posición más alta alcanzada por la banda en el conteo. También alcanzó el número 15 en Nueva Zelanda, y entró a diversas listas internacionales. «Who Says» recibió el premio a mejor sencillo en los Teen Choice Awards de 2011, categoría en la que competía contra «Born This Way» de Lady Gaga, «Firework» de Katy Perry, «The Time (Dirty Bit)» de The Black Eyed Peas y «Give Me Everything» de Pitbull con Ne-Yo, Afrojack y Nayer. Su sucesor, «Love You like a Love Song», se convirtió en el más exitoso de la banda, al vender aproximadamente 2,6 millones de copias en los Estados Unidos y recibir cuatro discos de platino por parte de la RIAA. Alcanzó el número 6 en la lista Pop Songs y el número 10 en Canadá, así como el top 20 en Noruega, Bélgica y Francia. La canción ganó el premio a mejor canción de amor en los Teen Choice Awards de 2011, y su vídeo recibió una nominación a los MTV Video Music Awards de 2012 en la categoría de mejor vídeo femenino, lo que lo convirtió en el primer vídeo de la banda nominado a esta premiación. El elenco de la serie de televisión Glee versionó «Love You like a Love Song» en el episodio «Prom-asaurus». En septiembre de 2011, la banda publicó Artist Karaoke Series: Selena Gomez & the Scene, un álbum de karaoke con canciones de los tres discos de la agrupación. «Hit the Lights», el tercer sencillo de When the Sun Goes Down, contó con una recepción menor y vendió aproximadamente 500 000 ejemplares en los Estados Unidos. En enero de 2012 publicaron un EP compuesto por seis remezclas de «Hit the Lights». Para promocionar When the Sun Goes Down, la banda inició la gira mundial We Own the Night Tour, que comenzó el 24 de julio de 2012. En febrero de 2012, Gomez publicó un mensaje en su cuenta de Facebook oficial en el que decía: «mi banda y yo iremos por caminos separados por un tiempo. Este año es completamente sobre películas y actuación y quiero que mi banda toque música cuando quieran con quien quieran. Vamos a volver pero será un largo tiempo». Para mayo de 2013, Selena Gomez & the Scene había vendido más de diez millones de sencillos solo en los Estados Unidos.

### 2013-2014:Stars DanceyFor You

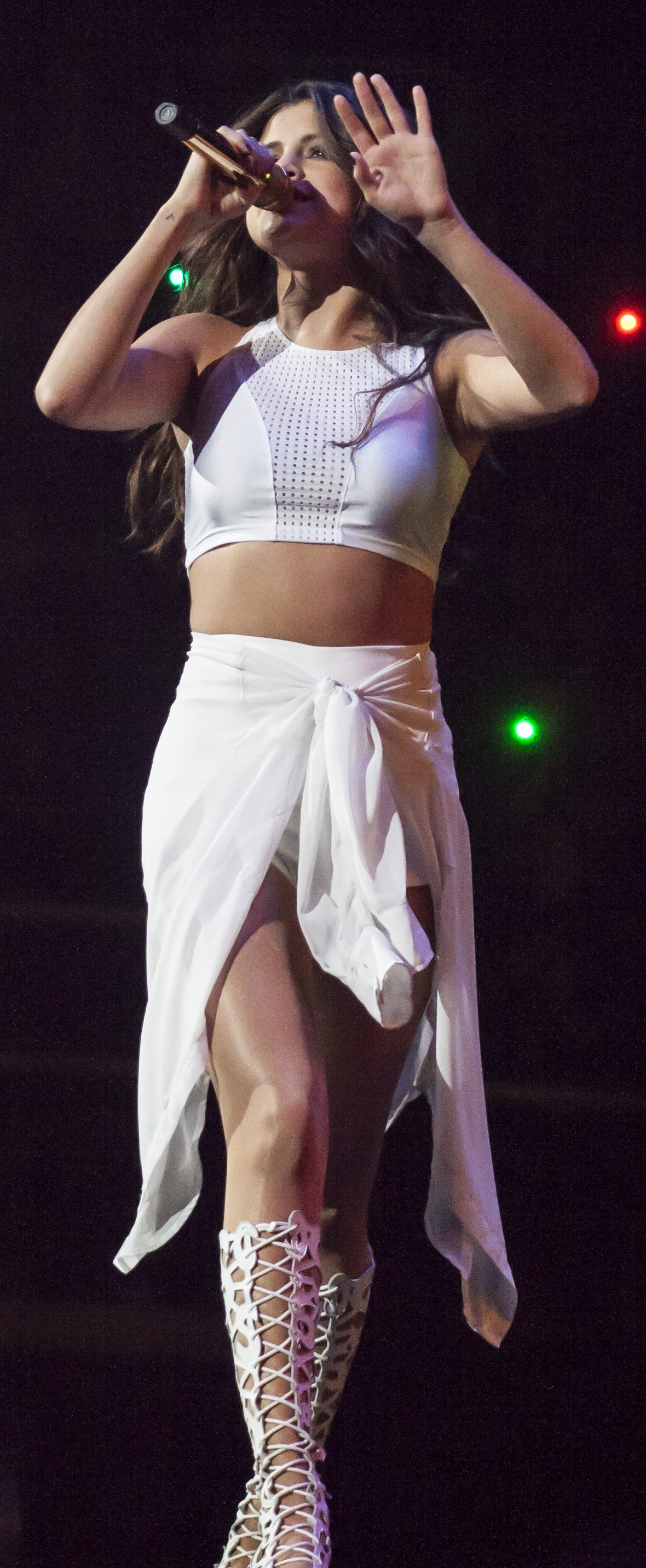
Gomez cantando en el Stars Dance Tour en noviembre de 2013.

Luego de la separación de Selena Gomez & the Scene, Gomez tomó un hiato musical para enfocarse en la actuación, y en ese período participó en películas como Hotel Transylvania y Aftershock. A mediados de 2012, Gomez expresó que «extrañaba hacer música» y que lanzaría su álbum tan pronto como fuera posible. También señaló que este sería su álbum más grande y ella, en lo personal, quería ser capaz de escribir sobre cosas de las que no había hablado antes y contar una historia con este álbum. En una entrevista con la revista InStyle en mayo, reveló que el disco se llamaría Stars Dance. Hollywood Records publicó el primer sencillo de este, titulado «Come & Get It», el 9 de abril de 2013. El sencillo recibió comentarios mixtos por parte de los críticos, que señalaron su originalidad por incluir «cantos tribales, ritmos isleños y un brillo tecnológico». Su recepción comercial fue positiva, ya que alcanzó el número 6 en la lista Billboard Hot 100, lo que lo convirtió en el primer top 10 de Gomez en esta lista. Para agosto de 2014 había vendido más de dos millones de copias solo en los Estados Unidos. También alcanzó el top 10 en listas como Pop Songs, Radio Songs y Digital Songs, así como el número uno en Dance/Club Play Songs. Igualmente, tuvo buena recepción internacionalmente; alcanzó el top 10 en países como Canadá, Irlanda y el Reino Unido, y recibió numerosos discos de oro y platino en países como Australia, Canadá, los Estados Unidos, Noruega y Nueva Zelanda. Anthony Mandler dirigió el vídeo musical de «Come & Get It», el cual fue bien recibido por los críticos. Asimismo, este le valió a Gomez su primer MTV Video Music Awards, en la categoría de mejor vídeo pop.

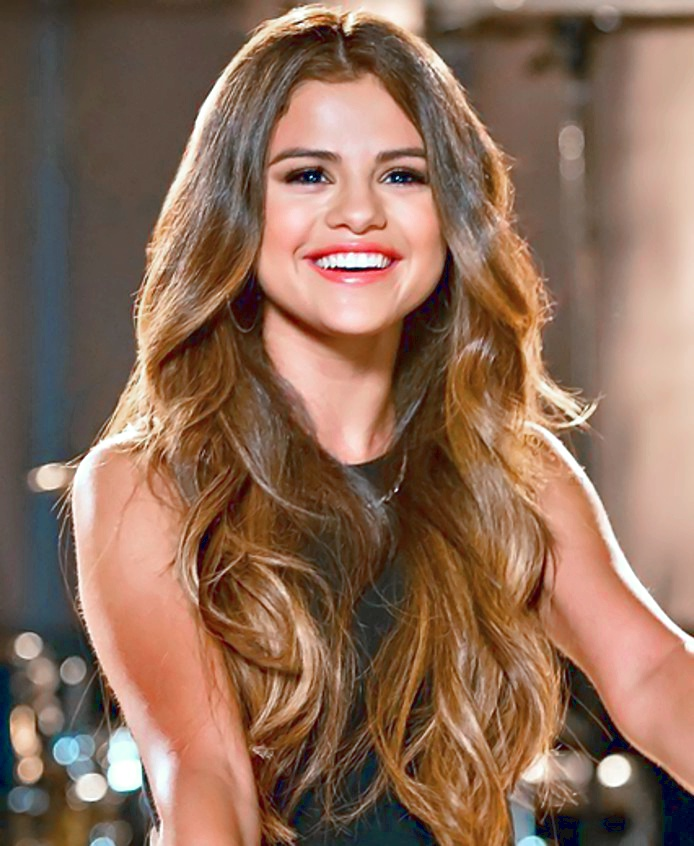
Gomez en un concierto de promoción de Stars Dance en 2013.

Finalmente, la discográfica lanzó Stars Dance el 23 de julio de 2013. Este recibió críticas generalmente favorables, que destacaban la madurez artística de Gomez. Su recibimiento comercial también fue positivo, y logró convertirse en el álbum mejor posicionado de la carrera de Gomez. Alcanzó el primer puesto en países como Canadá, los Estados Unidos y Noruega, y en todos estos se convirtió en su primer número uno. De igual forma, llegó al top 10 en países como Alemania, Austria, Bélgica, Dinamarca, España, Nueva Zelanda y Polonia, entre otros. Su segundo sencillo, «Slow Down», tuvo una recepción comercial menor, pero sus críticas también fueron generalmente positivas. Para promocionar Stars Dance, Gomez inició su primera gira mundial como solista, el Stars Dance Tour. Esta inició el 14 de agosto de 2013 y finalizó el 27 de noviembre. El 30 de agosto de 2013, el cantante de origen dominicano Prince Royce confirmó que haría un dueto con Gomez, titulado «Already Missing You», para el álbum Soy el mismo. A su vez, esta también colaboró en la composición del tema. El sitio web Mstarz anunció en julio de 2014 que Gomez publicaría un álbum de grandes éxitos a finales del año, lo que finalizaría su contrato con Hollywood Records. En septiembre de 2014, Hits Daily Double publicó que la cantante había firmado un contrato con John Janick de la discográfica Interscope, luego de haber cumplido siete años con su anterior disquera. Para ese momento, Gomez había vendido aproximadamente 2,8 millones de álbumes y 18,1 millones de sencillos, incluidas las ventas junto a Selena Gomez & the Scene. El 30 de septiembre de 2014, Lakeshore Records publicó la banda sonora de Rudderless. Allí, apareció «Hold On», un tema interpretado por Gomez y Ben Kweller. En noviembre, Gomez publicó «The Heart Wants What It Wants», el primer sencillo de For You, su álbum recopilatorio lanzado el 24 del mismo mes. El sencillo logró convertirse en el segundo top 10 de Gomez en los Estados Unidos al igualar la posición de «Come & Get It».

### 2015-2016:Revival

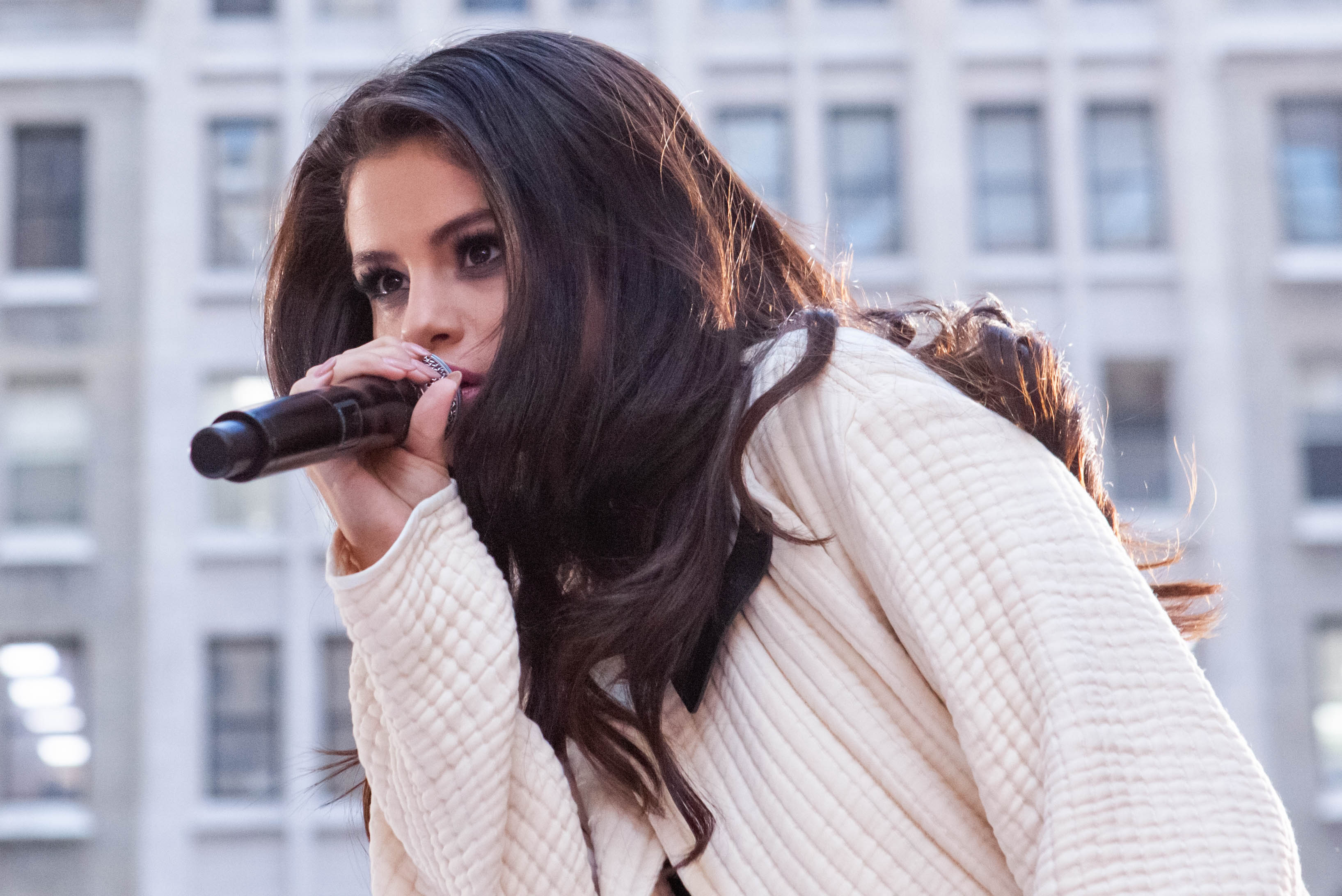
Gomez actuando en The Today Show en 2015.

Mientras trabajaba en su segundo álbum de estudio, Gomez publicó su primer tema bajo el sello de Interscope Records, «I Want You to Know», una colaboración con el disc jockey Zedd como el sencillo principal de su segundo álbum True Colors (2015) el 23 de febrero de 2015. El sencillo se convirtió en la cuarta entrada de Gomez entre los veinte primeros en el Billboard Hot 100 y fue certificado con disco de platino por la RIAA. En mayo de ese año, Gomez apareció como antagonista en el vídeo musical de «Bad Blood» de Taylor Swift, que generó críticas positivas. Al mes siguiente, Gomez lanzó el sencillo «Good for You» con el rapero ASAP Rocky como el sencillo principal de su segundo álbum de estudio el 22 de junio. «Good for You» recibió aclamación crítica, y Rolling Stone la incluyó en su lista de las mejores canciones del 2015 hasta junio. El sencillo también encontró una recepción comercial positiva; logró debutar en el top 10 de Billboard Hot 100, con lo que marcó el mejor debut en la lista para Gomez y Rocky, y mejor debut femenino del año. Asimismo, vendió 179.000 copias en su primera semana de lanzamiento y luego se convirtió en su primer sencillo top 5 en Billboard Hot 100 y su primer sencillo en encabezar la lista Mainstream Top 40.
Gomez lanzó su segundo álbum de estudio, Revival, el 9 de octubre de 2015. Fue revisado positivamente por los críticos, quienes elogiaron su producción y contenido lírico. El álbum debutó en el número uno en el Billboard 200, con 117 000 copias vendidas en su semana debut. Sigue siendo la primera semana de ventas más alta de Gomez hasta la fecha. «Same Old Love» fue lanzado como el segundo sencillo del álbum y encabezó el Mainstream Top 40. El sencillo alcanzó el puesto número cinco en el Billboard Hot 100, empatando con «Good for You» como el sencillo de mayor audiencia de Gomez en ese momento. «Hands to Myself» sirvió como el tercer sencillo del álbum y se convirtió en su tercer número uno consecutivo en el Mainstream Top 40, convirtiendo a Gomez en una de las seis artistas femeninas en tener tres sencillos del mismo álbum en la cima de la lista. Gracias a los logros conseguidos por Gomez con Revival, álbum con el que logró su segundo número uno en los Estados Unidos y que produjo su sencillo mejor posicionado, «Good for You», en el número cinco, Billboard conmemoró a Gomez con el premio Chart Topper en su evento para celebrar a las mujeres de la industria por los logros alcanzados en sus carreras. Fue la invitada musical en el episodio del 23 de enero de 2016 de Saturday Night Live, con la presentadora Ronda Rousey.
Gomez se embarcó en su gira mundial Revival Tour (2016) el 6 de mayo. Gomez afirmó que la gira se centraría únicamente en ella como artista y presentaría menos coreografías y menos efectos que su gira anterior. Después de una gira por Norteamérica, Asia y Oceanía, canceló las etapas de Europa y América del Sur en agosto de 2016 debido a la ansiedad, los ataques de pánico y la depresión causada por su lupus. Su colaboración con Charlie Puth, «We Don't Talk Anymore» (2016), alcanzó el top 10 en los Estados Unidos. Gomez comenzó a trabajar en su tercer álbum de estudio mientras estaba de gira y agregó una nueva canción titulada «Feel Me» a la lista de canciones de su Revival Tour. La canción se filtró en línea nueve meses después de la primera presentación. El álbum, que en ese momento no tenía título ni fecha de lanzamiento, iba a ser su segundo lanzamiento a través de Interscope Records. Gomez y la cantante canadiense Tory Lanez participaron en «Trust Nobody», el segundo sencillo del álbum de estudio debut del DJ noruego Cashmere Cat 9. La canción fue lanzada en septiembre de 2016.
Luego de la cancelación de su gira, Gomez volvió a ingresar a rehabilitación para concentrarse en su salud mental y estuvo notablemente ausente de las redes sociales. Hizo su primera aparición pública desde que ingresó a rehabilitación en los American Music Awards de 2016, donde fue nominada a Artista Femenina de Pop/Rock Favorita y Artista del Año, la primera de las cuales ganó.

### 2017-2019: Lanzamientos independientes y13 Reasons Why
Gomez y el DJ noruego Kygo lanzaron un sencillo juntos, «It Ain't Me», el 16 de febrero de 2017. La colaboración alcanzó el top diez de la mayoría de las listas musicales más importantes del mundo, incluidos los Estados Unidos y el Reino Unido, y alcanzó los cinco primeros puestos en Australia, Canadá, Alemania y muchos países europeos. La canción recibió nominaciones a los principales premios de todo el mundo, incluyendo Top Dance/Electronic Song en los Billboard Music Awards 2018, y también es su canción más vendida en el Reino Unido, vendiendo más de 1,4 millones de unidades en las listas.
Gomez se desempeñó como productora ejecutiva de la adaptación en serie de la novela Thirteen Reasons Why. El programa se estrenó en Netflix el 31 de marzo de 2017. La serie provocó reacciones violentas de varias organizaciones benéficas de salud mental y comunidades de prevención del suicidio por «contenido peligroso», y algunas personas sintieron que el programa glamorizaba el suicidio. Gomez abordó la controversia y dijo: «Nos mantuvimos muy fieles al libro y eso es inicialmente lo que [el autor] Jay Asher creó fue una historia maravillosamente trágica, complicada pero llena de suspenso, y creo que eso es lo que queríamos hacer. Queríamos hacerle justicia. y, sí, [la reacción] vendrá pase lo que pase. No es un tema fácil de hablar, pero soy muy afortunada de cómo está funcionando». A pesar de la controversia, la primera temporada fue un éxito de crítica. Sin embargo, las otras tres temporadas recibieron críticas generalmente negativas. 13 Reasons Why fue el programa más tuiteado de 2017 y la serie de transmisión original más vista de 2018. En 2022, su segunda temporada se ubica como la novena serie de televisión en inglés más vista en Netflix, con 496,1 millones de horas vistas dentro de los 28 días posteriores a su lanzamiento. La serie terminó después de cuatro temporadas en junio de 2020. Gomez grabó una versión de la canción «Only You» para la banda sonora de la primera temporada de la serie.
En mayo de 2017, Gomez lanzó el sencillo «Bad Liar», junto con un video musical vertical que estaba disponible para transmisión solo a través de Spotify; fue el primer video musical que se estrenó en Spotify. La canción recibió elogios universales de los críticos musicales, y algunos la consideraron la mejor canción de Gomez hasta la fecha; Billboard la clasificó como la mejor canción de 2017. Rolling Stone clasificó a «Bad Liar» en el puesto 39 en su lista de 2019 de las mejores canciones de la década de 2010. Winston Cook-Wilson de la revista Spin encontró la voz de Gomez impecable y la pista «encantadoramente extraña», calificando la letra y el uso de la muestra como «descabellados pero en última instancia brillantes». Apreció «Bad Liar» por evitar las tendencias radiofónicas contemporáneas y concluyó que «en su mayoría suena como sí mismo, y no hay mayor cumplido que pagarle». Gomez lanzó el sencillo «Fetish» con el rapero Gucci Mane dos meses después. En octubre de 2017, Gomez y el productor de EDM Marshmello lanzaron el sencillo «Wolves». La canción fue un éxito comercial y alcanzó el top diez en las listas de Australia, Canadá, el Reino Unido y varios países europeos, alcanzando el puesto veinte en los Estados Unidos. Más tarde ese año, Gomez fue nombrada Mujer del Año por Billboard, en reconocimiento a su influencia y éxito comercial.

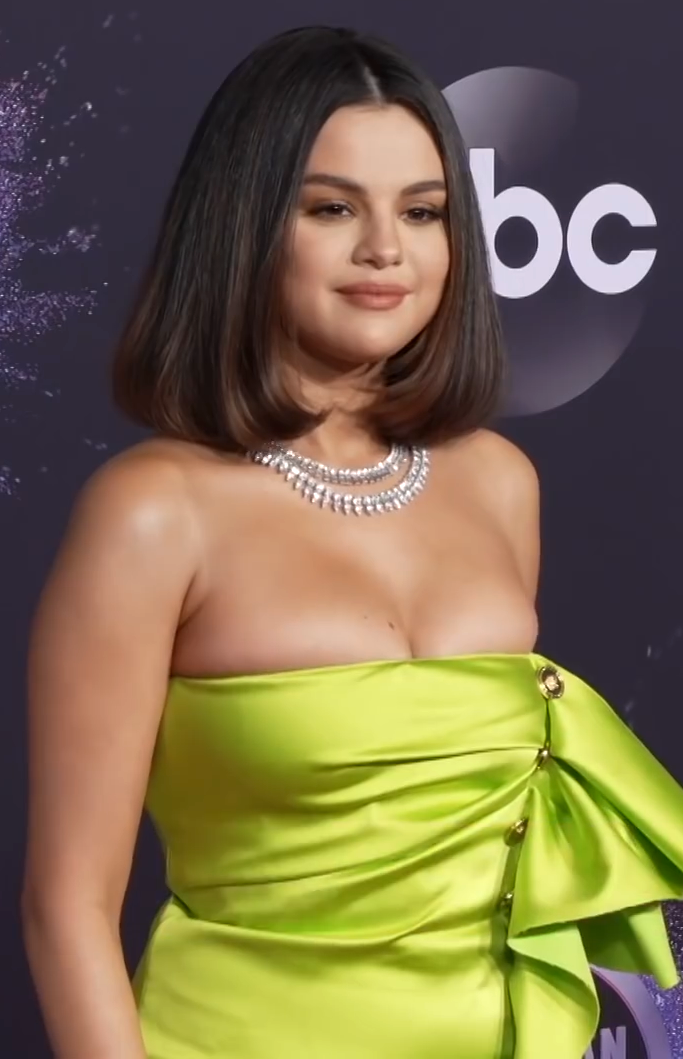
Gomez en los American Music Awards en 2019.

En mayo de 2018, Gomez lanzó el sencillo «Back to You», de la banda sonora de la segunda temporada de 13 Reasons Why. La canción alcanzó el top cinco en las listas de Australia y Canadá, y alcanzó el puesto número dieciocho en los Estados Unidos. Gomez una vez más expresó el personaje de Mavis en Hotel Transylvania 3: Summer Vacation, estrenada en julio de ese año. Con ganancias de taquilla de 528 millones de dólares, la película fue un éxito comercial, y recibió críticas mixtas a positivas. Gomez apareció en la canción «Taki Taki» de DJ Snake junto a Ozuna y Cardi B, lanzada en septiembre de 2018. El sencillo logró un éxito mundial, alcanzando la lista de los diez primeros en Canadá, Francia, Alemania, Italia y encabezó las listas en España y varios países de Latinoamérica. También alcanzó el puesto número once en los Estados Unidos. La canción recibió nominaciones para el Billboard Music Award y el iHeartRadio Music Award a la Canción latina del año, pero finalmente ganó la Canción del año en los Latin American Music Awards 2019. De 2011 a 2018, Gomez tuvo una racha de 16 éxitos consecutivos entre los 40 primeros en el Billboard Hot 100, que es la racha activa más larga de cualquier artista según Billboard. En noviembre de 2018, Gomez superó a Drake y se convirtió en la artista con más reproducciones de Spotify con 46 millones de oyentes mensuales, sin lanzar un nuevo álbum desde 2015 (Ariana Grande luego superó este récord). Gomez también apareció en el sencillo «Anxiety» de Julia Michaels del cuarto EP Inner Monologue Part 1 de Michaels, lanzado en enero de 2019, y lanzó al mes siguiente una colaboración con Tainy, Benny Blanco y J Balvin, titulada «I Can't Get Enough».
Gomez apareció en la comedia de terror de Jim Jarmusch The Dead Don't Die (2019). La película tuvo su estreno mundial en el Festival Internacional de Cine de Cannes de 2019, donde generó críticas mixtas. Ese año protagonizó la comedia romántica de Woody Allen A Rainy Day in New York, con Timothée Chalamet y Elle Fanning. Debido al resurgimiento de la acusación de abuso sexual contra Allen en 1992 provocada por el movimiento Me Too, Gomez hizo una donación de más de 1 millón de dólares, superando su salario de la película, a la iniciativa Time's Up. La película recibió críticas mixtas de los críticos, pero la actuación de Gomez fue elogiada; Jessica Kiang de Variety escribió: «Gomez sale mejor del elenco más joven, abriéndose camino a través de algunas de las mejores líneas de la película». Gomez se desempeñó como productora ejecutiva de la serie documental de Netflix Living Undocumented, lanzada en octubre de 2019, que sigue a ocho familias indocumentadas en Estados Unidos. La serie documental fue un éxito de crítica. Según un artículo de opinión escrito por Gomez para Time el 1 de octubre de 2019, Gomez dijo que se le acercaron sobre el proyecto en 2017 y decidió involucrarse después de ver imágenes que capturaban «la vergüenza, la incertidumbre y el miedo con los que vi luchar a mi propia familia. Pero también capturó la esperanza, el optimismo y el patriotismo que muchos inmigrantes indocumentados todavía guardan en sus corazones a pesar del infierno que atraviesan».

### 2020-2023:Rare,RevelaciónyOnly Murders in the Building
En octubre de 2019, Gomez lanzó «Lose You to Love Me» como sencillo principal de su tercer álbum de estudio. Al día siguiente, lanzó por sorpresa el segundo sencillo del álbum, «Look At Her Now». «Lose You to Love Me» se convirtió en su primera canción número uno en los Estados Unidos y Canadá, y alcanzó el top cinco de varias listas nacionales en todo el mundo, incluidos Australia y el Reino Unido. El 24 de noviembre de 2019, Gomez fue la encargada de abrir la gala de los American Music Awards, en los que interpretó «Lose You to Love Me» y «Look at Her Now». Era la primera vez en un par de años que actuaba en televisión y, según varios reportes, sufrió un ataque de pánico antes de subir al escenario y se produjeron fallos de sonido durante su presentación. Rare se lanzó el 10 de enero de 2020 y debutó en la cima del Billboard 200 de Estados Unidos, obteniendo 112.000 unidades equivalentes a álbumes en su primera semana. Se convirtió en su tercer álbum número uno consecutivo en los Estados Unidos, y encabezó las listas en Australia, Canadá y varios otros territorios, alcanzando el puesto número dos en el Reino Unido. El álbum recibió críticas positivas de los críticos musicales, quienes elogiaron su producción y cohesión, y muchos lo llamaron el mejor álbum de Gomez hasta la fecha; Jem Aswad de Variety calificó a Rare como «uno de los mejores álbumes pop lanzados en los últimos tiempos» y la describió como «música sofisticada, escrita con precisión y producida por expertos». Otros sencillos lanzados del álbum incluyen «Rare» y «Boyfriend».
En enero de 2020, Gomez prestó su voz a una jirafa en la película de aventuras Dolittle, dirigida por Stephen Gaghan. La película, protagonizada por Robert Downey Jr., fue una decepción de taquilla y recibió críticas negativas de los críticos, que la calificaron de «demasiado larga [y] sin vida». Gomez presentó y fue productora ejecutiva del programa de cocina de HBO Max, Selena + Chef, que presenta a Gomez acompañada por un chef diferente en cada episodio de forma remota debido a la pandemia de COVID-19. Cada episodio destaca una organización benéfica relacionada con la alimentación. El programa se estrenó en agosto de 2020 y fue bien recibido por la crítica. Se emitió durante cuatro temporadas hasta septiembre de 2022 y fue nominada a mejor serie culinaria en la 50.ª edición de los Premios Daytime Emmy. En mayo de 2023, se anunció que Food Network había ordenado que Gomez presentara dos proyectos. El primero: Selena + Chef: Home for the Holidays, un especial navideño de cuatro partes inspirado en Selena + Chef; También es producida por Gomez y se estrenó el 30 de noviembre de 2023. En 2024 se estrenará una serie de cocina interactiva. En junio, Gomez apareció en un remix de la canción de Trevor Daniel, «Past Life». Fue productora ejecutiva de dos películas ese año; la comedia romántica The Broken Hearts Gallery, estrenada en septiembre de 2020, con críticas positivas, y la comedia dramática para adolescentes This Is the Year. En agosto, Gomez colaboró con el grupo femenino surcoreano Blackpink para «Ice Cream». La canción alcanzó el puesto número trece en el Billboard Hot 100, y obtuvo 79,08 millones de visitas en sus primeras 24 horas, lo que marcó el tercer mayor debut de 24 horas de un vídeo musical en YouTube en ese momento. Ese año, Gomez fue honrada por la Academia Latina de la Grabación como una de las damas principales del entretenimiento. Time también la nombró una de las 100 personas más influyentes del mundo.
Gomez lanzó su primer proyecto en español, un EP titulado Revelación, en marzo de 2021. El disco combina géneros de reguetón, pop latino y R&B con elementos urbanos, marcando un alejamiento del sonido dance pop de su predecesor, Rare. Debutó en el puesto veintidós en los Estados Unidos, moviendo 23.000 unidades de álbumes equivalentes en su primera semana de lanzamiento, lo que marcó la semana de mayores ventas para un álbum latino de una mujer desde El Dorado de Shakira en 2017. También debutó en la cima de la lista Top Latin Albums de Billboard, convirtiéndose en el primer álbum de una mujer en hacerlo, también desde El Dorado en 2017. Revelación también debutó con 8,57 millones de reproducciones en Spotify en sus primeras 24 horas, convirtiéndose en el mayor debut de un EP femenino en la plataforma. El EP recibió elogios universales y se convirtió en el proyecto mejor reseñado de Gomez en Metacritic, un sitio web que recopila reseñas de críticos musicales profesionales, y fue nominado al Mejor álbum pop latino en la 64.ª edición de los Premios Grammy. También recibió nominaciones a Álbum de pop latino del año en las ceremonias de premios Billboard Latin Music Awards, Latin American Music Awards y Premios Lo Nuestro. La expansión de su arte por parte de Gomez fue elogiada; Matt Collar de AllMusic encontró que ella seguía siendo «artísticamente valiente». Marcus Jones, de Entertainment Weekly, la llamó «una músico mucho más versátil de lo que se le atribuye». Generó tres sencillos: «De una vez», «Baila Conmigo» con Rauw Alejandro y «Selfish Love» con DJ Snake. Con este EP y el sencillo «Baila Conmigo», se convirtió en la primera mujer en encabezar las listas de álbumes latinos y Latin Airplay de Estados Unidos simultáneamente en más de una década. El vídeo musical de «De una vez» fue nominado a Mejor video musical versión corta en la 22.ª entrega anual de los Premios Grammy Latinos. Gomez actuó en la ceremonia inaugural de la final de la Liga de Campeones de la UEFA de 2021 en mayo. Posteriormente colaboró con el cantante colombiano Camilo en una canción titulada «999».
Gomez protagonizó y fue productora ejecutiva de la serie de comedia de misterio de Hulu Only Murders in the Building junto a Steve Martin y Martin Short, que se estrenó en Hulu en agosto de 2021, y estableció el récord del estreno de comedia más visto en Historia de Hulu. El programa fue renovado para una cuarta temporada en octubre de 2023. Antes del estreno oficial de la serie, Gomez reveló que estaba feliz de haber interpretado a un personaje que coincidiera con su edad actual, diciendo que «firmó [su] vida» con The Walt Disney Company al comienzo de su carrera y que ella «no sabía lo que estaba haciendo». La serie ha recibido elogios de la crítica, y numerosos elogios. Las actuaciones y la química entre el trío principal fueron elogiadas por los críticos; Richard Roeper del Chicago Sun-Times escribió: «Gomez es una verdadera coprotagonista de la serie y hace un excelente trabajo al combinar con Martin y Short para formar uno de los tríos de amistad más entretenidos, aunque improbables, de los últimos tiempos». Gomez ganó el Premio Satellite a la mejor actriz de serie de comedia o musical,, mientras que fue nominada al Premio de la Crítica Televisiva, al Premio Globo de Oro, y dos veces al Premio del Sindicato de Actores. Ganó dos veces el premio People's Choice a la estrella de comedia televisiva del año. En la 74.ª edición de los Primetime Emmy Awards, fue nominada como productora a Mejor serie de comedia, siendo sólo la tercera vez que una latina ha estado entre las productoras nominadas para series de comedia en la historia de los premios. Varios periodistas expresaron su decepción por no haber recibido una nominación al Emmy como mejor actriz principal en una serie de comedia. Sus coprotagonistas, Steve Martin y Martin Short, emitieron un comunicado diciendo: «Estamos un poco consternados de que Selena no haya sido nominada porque es muy crucial para el trío, para el programa. Ella nos equilibra». Fue nuevamente nominada para este premio al año siguiente.
Gomez repitió el papel de voz de Mavis y también se desempeñó como productora ejecutiva de la cuarta y última entrega de la franquicia Hotel Transylvania, Hotel Transylvania: Transformania (2022). En respuesta al aumento de casos de la variante Delta del SARS-CoV-2 en los Estados Unidos, Sony Pictures canceló los planes teatrales de la película. La película se estrenó en Amazon Prime Video en enero con críticas mixtas. Gomez fue nominada como productora ejecutiva al premio Emmy para niños y familias. Colaboró con la banda británica Coldplay en «Let Somebody Go», lanzado como sencillo en febrero. Por su trabajo como artista destacada en el noveno álbum de estudio de Coldplay, Music of the Spheres, fue nominada al Álbum del año en la 65.ª edición de los Premios Grammy. En mayo, Gomez presentó un episodio de la comedia nocturna de NBC Saturday Night Live. Más tarde hizo un cameo en el programa en diciembre. En julio, Gomez fue productora ejecutiva de la serie documental Mi Vecino, El Cartel de ViX+. En agosto, apareció en el remix de la canción del artista nigeriano Rema, «Calm Down (Remix)». Un éxito internacional, alcanzó el puesto número tres en el Billboard Global 200. El sencillo se convirtió en el noveno top ten de Gomez en los Estados Unidos, alcanzando el puesto número tres; y su segundo número uno en Canadá, encabezando el Canadian Hot 100 durante nueve semanas. Se convirtió en el número uno de mayor duración de todos los tiempos en la lista Billboard U.S. Afrobeats Songs, con 58 semanas en la cima. «Calm Down (Remix)» alcanzó el número uno en las listas Billboard U.S. Pop Airplay y Radio Songs, convirtiéndose en el primer líder de Gomez en esta última. Billboard lo llamó «el mayor éxito cruzado de afrobeats». En los MTV Video Music Awards de 2023, la canción fue nominada a canción del año y ganó mejor afrobeats; mientras que ganó el premio Top Afrobeats Song en los Billboard Music Awards 2023. Se convirtió en la primera canción dirigida por un artista africano en alcanzar mil millones de reproducciones en Spotify y mil millones de reproducciones bajo demanda en los Estados Unidos; su vídeo musical se convirtió en la canción de Afrobeats más vista en YouTube. Según la Federación Internacional de la Industria Fonográfica (IFPI), «Calm Down» fue la segunda canción más vendida de 2023 a nivel mundial. Billboard lo nombró el mayor éxito Hot 100 de Gomez.
Gomez fue el tema central del documental «crudo e íntimo» dirigido por Alek Keshishian, Selena Gomez: My Mind & Me. La película se estrenó en el AFI Fest en noviembre de 2022, y se estrenó dos días después en Apple TV+ y en salas de cine selectas. Recibió una recepción crítica positiva tras su lanzamiento; el documental fue elogiado por su transparencia en materia de salud mental. Chris Azzopardi de The New York Times lo describió como un «estudio retrato honesto del estrellato y las enfermedades mentales». La película fue nominada a Mejor escritura para una programación de no ficción en los Premios Emmy Primetime Creative Arts, y recibió el Sello de Empoderamiento Femenino en el Entretenimiento otorgado por la Asociación de elección de críticos, y también ganó el MTV Movie & TV Awards al mejor documental musical. Gomez lanzó la canción «My Mind & Me» coincidiendo con el lanzamiento del documental. La canción recibió el honor de «Canción cinematográfica del año» de Variety. En marzo de 2023, Gomez apareció en el final de la segunda temporada de la serie de televisión documental de Apple TV+ Dear.... Lanzó el sencillo independiente «Single Soon» el 25 de agosto de 2023. Alcanzó el top 20 del Billboard Global 200, y en Estados Unidos y Canadá.

### 2024-presente: Focus en la actuación
En enero de 2024, Gomez declaró que prefiere la actuación que la música y que sólo tiene «un álbum más en [ella]». Ella reveló que «nunca tuvo la intención de ser cantante a tiempo completo», pero «ese pasatiempo» evolucionó hasta convertirse en una carrera cuando trabajaba con Disney. En febrero, Gomez lanzó el sencillo independiente «Love On», que debutó dentro del top 60 en los Estados Unidos y el top 70 en la lista Global 200.
Desempeñó un papel secundario como Jessi Del Monte, la esposa del personaje principal, en la comedia criminal musical en español Emilia Pérez, dirigida por Jacques Audiard. Tomó lecciones de español para el papel e interpretó dos canciones para la banda sonora de la película. La película se estrenó el 18 de mayo en la 77.ª edición del Festival Internacional de Cine de Cannes, donde ganó el Premio del Jurado y recibió una de las ovaciones más largas en la historia del festival. Tras un estreno en cines en Francia en agosto y un estreno limitado en Estados Unidos y Canadá en noviembre, la película debutó en Netflix el 13 de noviembre. La actuación de Gomez recibió elogios; fue nominada a mejor actriz de reparto en la 82.ª edición de los Globos de Oro y a mejor reparto en la 31.ª edición de los Premios del Sindicato de Actores. Ella y el conjunto femenino de la película ganaron colectivamente el Premio del Festival Internacional de Cine de Cannes a la mejor actriz, y fueron honradas, como caballeros, con la Orden de las Artes y las Letras por parte del gobierno de Francia. Gomez coprodujo y apareció en el documental Louder: The Soundtrack of Change, que fue lanzado el 17 de octubre en Max. Fue estrella invitada y repitió su papel de Alex Russo en el piloto de Wizards Beyond Waverly Place, el spin-off y secuela de Wizards of Waverly Place. La serie, de la que también fue productora ejecutiva, se estrenó en Disney Channel y Disney+ el 29 de octubre de 2024. Su actuación, su sutil ritmo cómico y su dinámica con su coprotagonista David Henrie tuvieron una recepción positiva por parte de la crítica.
Gomez y Benny Blanco lanzaron el álbum colaborativo y su cuarto álbum de estudio, I Said I Love You First, el 21 de marzo de 2025. Un sencillo promocional, titulado «Scared of Loving You», fue lanzado de manera sorpresiva el 13 de febrero.Le siguió con el sencillo principal «Call Me When You Break Up», con Gracie Abrams, el 21 de febrero,y el segundo sencillo «Sunset Blvd» el 14 de marzo.I Said I Love You First tuvo una recepción mixta a positiva por parte de los críticos musicales;Dakota West Foss de Sputnikmusic digo como «colección de canciones más sólida de Gomez hasta la fecha».El álbum debutó en el número dos en Billboard 200, con 120,000 unidades, marcando la semana de ventas más grande de Gomez hasta la fecha y su séptimo lanzamiento entre los diez primeros. I Said I Love You First también debutó entre los cinco primeros países, incluidos Australia, Alemania, Irlanda y Reino Unido.Gomez fue nombrada como Mujer Latina del Año de Billboard.

## Estilo musical e influencias

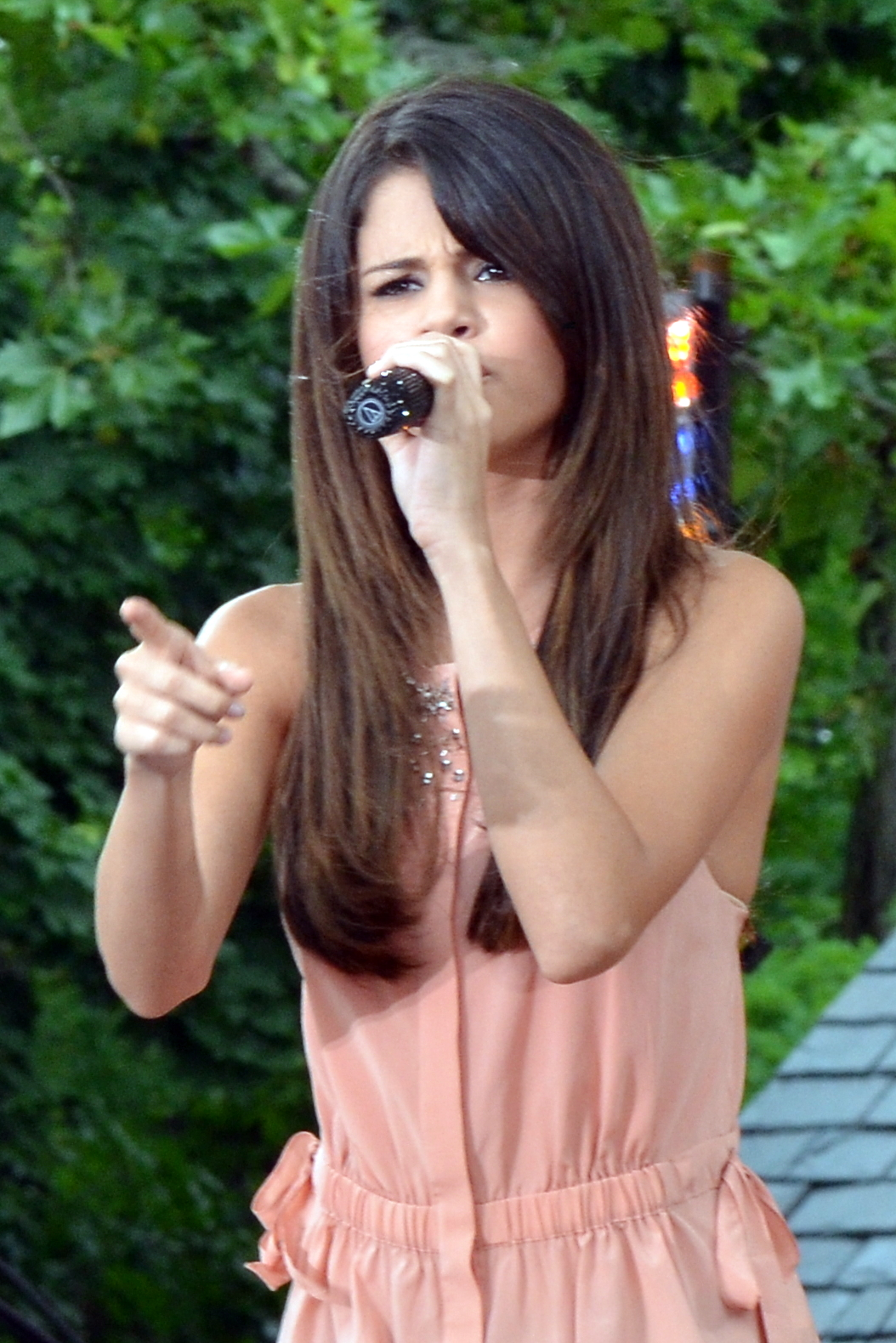
Gomez cantando «Love You like a Love Song» en Good Morning America en junio de 2011.

La voz de Gomez posee el registro de mezzosoprano y abarca dos octavas y dos notas. Su registro vocal se extiende desde la nota re menor hasta la fa sostenido mayor. Su voz se describe como «una dulce, ligera voz combinada con oscuros, saludables bajos. La voz es clara y cortada a cada registro», sin embargo, «la falta de vibrato hace que las notas suenen ásperas, y las notas de pecho llevan poco, casi nada de poder con ellas. Además de usar su voz, Gomez también ha mostrado destreza tocando la armónica y el piano. Según Tim Sendra de Allmusic, en Kiss & Tell «la variedad de estilos y sonidos es muy impresionante», ya que tiene ráfagas de pop punk, canciones dance influenciadas por la música latina, baladas lentas y temas techno de pista de baile. Según Bill Lamb de About.com, Gomez «es una cantante adolescente llena de fuego y energía que toma prestados movimientos de sus predecesores pero también aporta su propio espíritu y estilo al baile». De acuerdo con Lamb, «Falling Down», el primer sencillo de Selena Gomez & the Scene, «tiene un agresivo casi malcriado ataque que toma prestadas [partes] iguales de la actitud del punk y la melodía del pop». El escritor de About.com también señaló que temas de Kiss & Tell como «I Won't Apologize», «Crush» y «The Way I Loved You» estaban influenciados por Kelly Clarkson, Avril Lavigne y Miley Cyrus, respectivamente, «sin embargo, solo es necesario recurrir a una canción como "I Got U" para recoger esa mezcla de dulzura e intensidad que parece distintiva de Selena Gomez».
En A Year Without Rain, «Gomez reduce mucho la actitud rock de Kiss & Tell [...] En cambio, se adhiere plenamente al dance pop». Este «tiene el efecto de sonar más maduro y ajustarse al pop comercial actual perfectamente». Respecto a A Year Without Rain, Lamb dijo que «Selena Gomez es una artista muy prometedora. A diferencia de los últimos tumbos en la música de Miley Cyrus, mientras ella lucha con la madurez a la vuelta de la esquina, parece que Selena Gomez está bien en su camino a la evolución de música adolescente a música adulta, con pocas costuras visibles. Ella es claramente una vocalista encantadora y atractiva». En comparación con Kiss & Tell, señaló que «esta vez están sumergidos en un estilo dance pop más pulido que se mueve con facilidad del brillante midtempo a canciones uptempo de club». Allison Stewart de The Washington Post dijo que en A Year Without Rain, «Gomez se posiciona como una joven, más pura reencarnación de Katy Perry, con temas electro pop sin salida para demostrarlo». Un escritor de la revista Billboard dijo que A Year Without Rain es una gran mejora ante el «olvidable debut» de Gomez en 2009.
En su revisión de When the Sun Goes Down, Bill Lamb comentó: «la historia de la música de la cantante adolescente Selena Gomez hasta ahora ha sido una maduración gradual del mundo del pop infantil de Disney a algo más atractivo para los admiradores del pop adulto». Según él, en temas como «Hit the Lights» la banda muestra un enfoque más adulto de las situaciones de la vida. Tim Sendra dijo que mientras A Year Without Rain trató de posicionar a Gomez como una artista más seria y adulta con diversos niveles de éxito, en When the Sun Goes Down vuelve a ser una cantante joven, fresca y alegre. Stars Dance tiene un «enfoque más electrónico» que When the Sun Goes Down. De acuerdo con la intérprete, las principales influencias de este fueron Britney Spears, Skrillex y la película Spring Breakers (2012). Stars Dance tiene fuertes influencias del género dubstep, e incorpora en menor medida ritmos como el dancehall. Algunos críticos comentaron que temas del álbum como «Come & Get It» y «Like a Champion» están influenciados notablemente por Rihanna. Jason Evigan, un productor de Stars Dance, dijo que Gomez «tiene algunas influencias étnicas geniales, como bailes de tambores tribales y cosas así. Siento que ella va a ser como una nueva Jennifer Lopez».
En su revisión de For You, el primer álbum de grandes éxitos de la artista, Tim Sendra dijo que Gomez «tiene una luz y estilo vocal que se adapta a una gran variedad de estilos y siempre entrega el nivel correcto de emoción» y agregó que la cantante «podrá no tener una voz contundente o la personalidad eléctrica de algunos de sus contemporáneos; lo que ella hace es poseer su estilo, una victoriosa voz, y montones de buenas canciones, como For You lo prueba una y otra vez». Algunos temas del álbum recopilatorio como «The Heart Wants What It Wants» y «Más» —la versión en español de «More», incluida en Kiss & Tell— muestran el cambio de estilo y maduración de Gomez, y recibieron comparaciones con Lana Del Rey y la cantante mexicana Belinda, respectivamente. En Revival, Gomez tomó inspiración de Britney Spears, *NSYNC, Janet Jackson y principalmente Christina Aguilera, en especial de su álbum Stripped (2002), que es uno de los favoritos de Gomez y le sirvió para iniciar con Revival.
A grandes rasgos, la mayor influencia musical de Gomez era Britney Spears, a quien rindió un homenaje durante el We Own the Night Tour, donde interpretó algunas de sus canciones más famosas como «...Baby One More Time», «(You Drive Me) Crazy», «I'm a Slave 4 U», «Toxic», «Oops!... I Did It Again» y «Hold It Against Me». La cantante comentó que Bruno Mars la inspiraba «en todo lo que hace. Su estilo de música, su estilo en general, la forma en que interpreta, la forma en que se comporta. Solo creo que es un artista realmente fuerte. Estoy muy emocionada de que esté recibiendo todo el reconocimiento que merece». En una entrevista con VEVO, dijo: «amo a Ella Fitzgerald, ella es mi cantante favorita de todos los tiempos. Así que ella me inspira porque tiene una hermosa voz y en realidad no añade muchas cosas, bueno, no puede porque eso fue hace mucho tiempo [...] Pero ella no tenía auto-tune, no tenía nada de eso, así que era solo la voz y me encantaba eso, era poderosa. Y ahora hay artistas como Katy Perry, que no tiene miedo de ser ella misma en el escenario».
Gomez manifestó que su sueño sería «trabajar con Cheryl Cole», ya que «sus canciones son impresionantes, son muy divertidas. Casi me recuerdan a una Britney Spears moderna, porque son como la nueva generación de "Hit me baby one more time"». Taylor Swift también servía como inspiración para Gomez, «no solo en la música, en todo lo que hace». De igual forma, muestra admiración por Rihanna, a quien describe como «muy fuerte y con clase. Admiro eso. Ella se comporta muy bien». Gomez también era seguidora de artistas latinas, como Selena, a quien versionó durante un concierto en 2010, y Paulina Rubio, que era «su artista latina favorita». Respecto a su estilo, Gomez comentó que: «Rachel Bilson es muy elegante. Ella puede ir a la estación de gasolina o pasear al perro y todavía lucir fabulosa, elegante y atractiva [...] Admiro eso, tengo fotos de ella y Natalie Portman en mi muro de inspiración para la ropa que quiero diseñar». Gomez también ha influenciado a otros artistas, como China Anne McClain, Debby Ryan, Zendaya, quienes la describen como un «gran modelo a seguir» y Bella Thorne, que afirmaba querer seguir sus pasos. A pesar de esto, al recibir numerosas comparaciones con Gomez y Miley Cyrus, Thorne comentó: «no pienso en nada cercano a eso [...] No pienso: "Bueno, Miley fue por este camino y Selena fue por aquel otro camino, así que yo tengo que ir en el medio". No es eso, solo estoy siendo yo».

## Endosos
En 2009, Gomez formó parte de la campaña de moda de regreso a clases de Sears y apareció en comerciales de televisión. Fue anfitriona de la «Convocatoria de casting de Sears Arrive Air Band» para seleccionar a cinco ganadores de la primera Sears Air Band que actuará en los MTV Video Music Awards de 2009. También se convirtió en la portavoz de Borden Milk y protagonizó los anuncios impresos de la campaña y los comerciales de televisión de la marca.
De 2010 a 2014, Gomez trabajó con el minorista Kmart para lanzar su propia línea de ropa, Dream Out Loud de Selena Gomez. También se anunció que se asociaría con la marca de teléfonos móviles Case-Mate, como parte de su próxima campaña de marketing Right Case, Right Occasion. En 2013, lanzó su segunda fragancia, Vivamore de Selena Gomez. También creó su propia colección de colores de esmaltes de uñas para Nicole de OPI.
De 2013 a 2015, Gomez fue portavoz y socio de Neo by Adidas. En 2015, Gomez firmó un acuerdo de patrocinio de $3 millones con Pantene. En 2016, Gomez apareció en una campaña de moda para la marca de lujo Louis Vuitton. También apareció en anuncios de la campaña Share a Coke de Coca-Cola, y los anuncios de la campaña y la letra de dos de sus canciones se incluyeron en los envases de Coca-Cola en todo el país.
En 2017, Gomez confirmó su colaboración con Coach, comenzando con su línea de caída. La colección de bolsos de edición limitada se llamó la línea Selena Grace. El 29 de marzo de 2018, Gomez publicó fotos de la línea de bolsos en su cuenta de Instagram, con un bolso Coach negro y marrón y los números «3 29 ‘98», haciendo referencia a una fecha 20 años antes. También firmó con la marca atlética Puma como embajadora de la marca, apareciendo en campañas como las de las zapatillas Phenom Lux lanzadas en marzo de 2018. Su colección con Puma, llamada colección SG x PUMA Strong Girl, se lanzó el 12 de diciembre de ese año y contenía productos desde zapatillas hasta atuendos deportivos. También se informó en 2018 que Gomez había estado ganando $800,000 por cada publicación patrocinada en Instagram. En septiembre de 2020, Gomez lanzó su propia línea de maquillaje, Rare Beauty. En marzo de 2021, anunció que estaba lanzando una mini-revista para promocionar sus productos de su marca Rare Beauty.
Posteriormente, en junio de 2025 fue anunciada una colaboración de Gomez con la empresa de galletas Oreo, por la cual la cantante diseñó unas galletas de edición limitada que combinaban los sabores de chocolate y crema de canela, originando un sabor parecido al de la horchata, así como se incluyeron una serie de diseños y grafías exclusivas serigrafiadas en la galleta, y adicionalmente los paquetes incluían un QR tal que al escanearlo podían escuchar una versión remezclada de la canción I Can't Get Enough, del álbum I Said I Love You First.  

## Filantropía y trabajos con Unicef

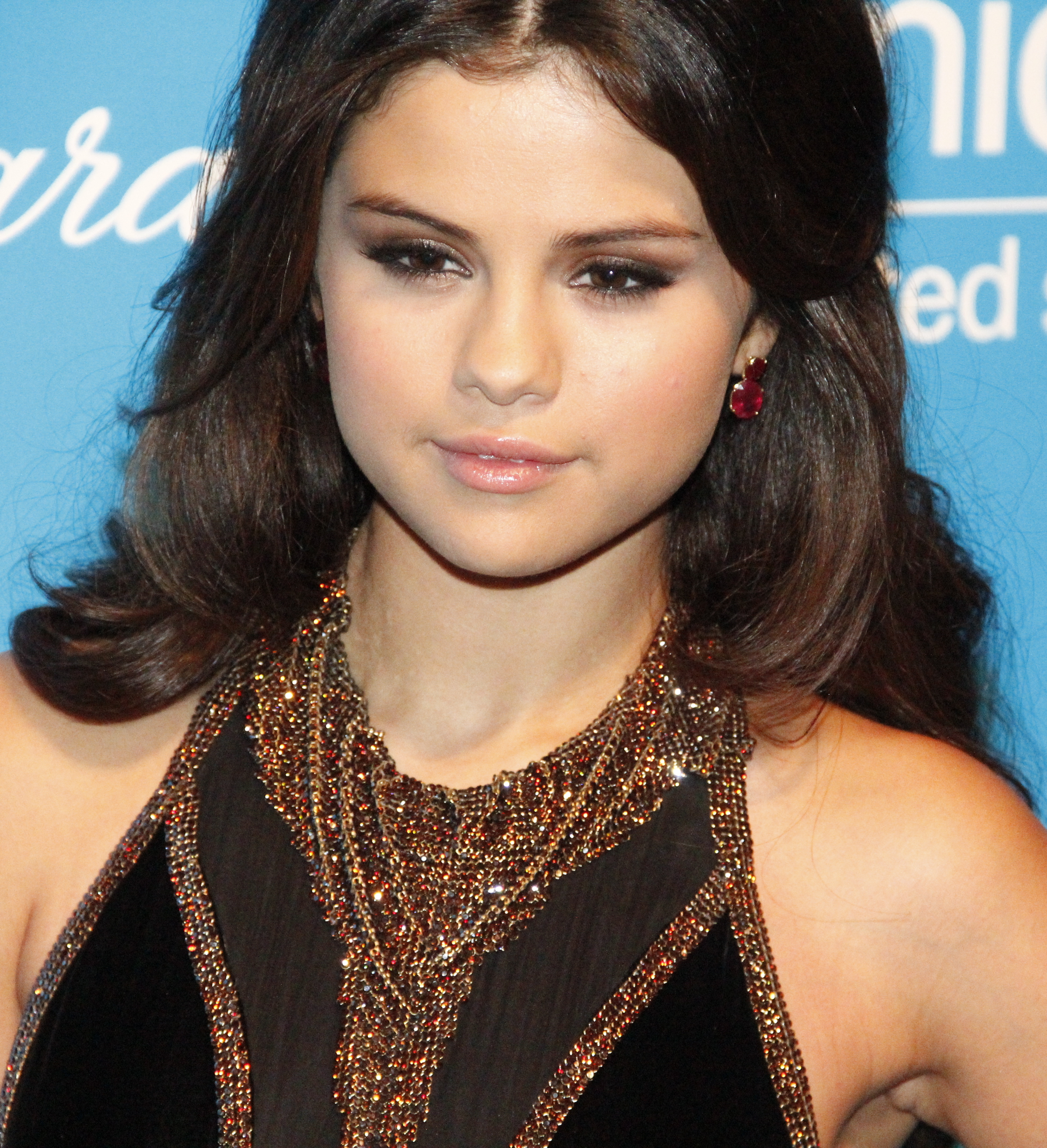
Gomez en un evento de Unicef en noviembre de 2012.

Además de su carrera musical y actoral, Gomez es una filántropa que ha contribuido en diversas obras humanitarias y de caridad. En 2008, Gomez participó en la campaña UR Votes Count, donde animó a más de 50 000 adolescentes a aprender sobre los candidatos a las elecciones presidenciales de ese año en los Estados Unidos, Barack Obama y John McCain. Ese mismo año fue portavoz de la campaña Trick-Or-Treats de la Unicef, con la finalidad de recaudar fondos durante Halloween para donarlos a niños necesitados. También participó en la quinta campaña benéfica de Runway for Life, que recaudó más de un millón de dólares para invertir en el hospital infantil St. Jude en Memphis (Tennessee). En 2008 también se unió a Dog Island, Inc. para salvar la vida de mascotas sin hogar en Puerto Rico y las islas del Caribe. Para llamar la atención de los medios, Gomez filmó un documental sobre la problemática de los animales abandonados y subastó 2000 dólares. En julio de 2009 se convirtió en activista de RAISE Hope For Congo, una campaña fundada con la intención de detener la violencia, tanto física como sexual, contra las mujeres del Congo. Ese mismo año, Unicef la nombró embajadora con 17 años de edad, lo que la convirtió en la embajadora más joven de la historia. Respecto a esto, comentó: «Cada día mueren 25 000 niños por causas evitables. Me uno a UNICEF con la creencia de que podemos cambiar ese número de 25 000 a cero. Sé que podemos lograr esto porque a cada momento, Unicef está en el suelo proporcionando a los niños la ayuda necesaria [para salvar sus vidas] para garantizar que el cero se convierta en una realidad». Posteriormente, grabó el tema «Send It On» junto a Demi Lovato, Miley Cyrus y los Jonas Brothers, acreditados como Disney's Friends for Change, para promover la responsabilidad ambiental. Esta alcanzó el número 20 en los Estados Unidos y todas sus ventas fueron destinadas a organizaciones benéficas del ambiente.
A principios de octubre de 2009 hizo una visita sorpresa a una escuela primaria en Los Ángeles como parte de A Day Made Better, un programa patrocinado por OfficeMax. Gomez dio a la escuela un premio, así como también mil dólares en útiles escolares y una charla sobre la importancia de retribuir a la comunidad. En 2009, Unicef volvió a nombrar a Gomez portavoz de la campaña Trick-Or-Treats. Para esta campaña recaudó aproximadamente 700 mil dólares en 2008, y planeaba conseguir un millón en 2009. Para el sexagésimo aniversario de Trick-Or-Treats, en 2010, Selena Gomez & the Scene ofrecieron un concierto en Los Ángeles, cuyas ganancias fueron destinadas a la UNICEF. En febrero de 2011 visitó Valparaíso (Chile), junto a Unicef, para atestiguar el Programa Puente, que ayudaba a las familias a entender y desarrollar habilidades para lidiar eficazmente con la educación a temprana edad de los niños, el desarrollo y habilidades de los padres y otros temas relacionados con la crianza de los hijos. Al mes siguiente participó en el Unicef Tap Project junto a artistas como Taylor Swift y Rihanna, con la finalidad de proveer agua limpia y potable a niños alrededor del mundo. En julio de 2011, Gomez visitó el hospital infantil de Filadelfia junto a Ryan Seacrest. Allí interpretó una canción mientras un paciente la acompañaba con una guitarra acústica. En enero de 2012 hizo un concierto benéfico junto a su banda, que recaudó aproximadamente 660 mil dólares, los cuales fueron donados a la UNICEF. En abril del mismo año, Ryan Seacrest la nombró embajadora de la Ryan Seacrest Foundation. En septiembre de 2013, durante el Stars Dance Tour, Gomez presuntamente ofrecería un discurso en Rusia sobre los derechos de la comunidad LGBT, debido a una petición realizada por Change.org, que alcanzó más de ocho mil firmas. Sin embargo, los conciertos de la gira programados en el país se cancelaron, y el gobierno ruso negó la visa a Gomez, debido a que reforzaron su régimen de visado para artistas extranjeros, luego de que cantantes como Lady Gaga y Madonna se mostraran a favor de la homosexualidad en el país. En respuesta a ello, el autor de la petición en Change.org comentó: 

«Esto demuestra que el gobierno ruso está en el borde, está nervioso, y está consiente de las abolladuras que su reputación ha tomado a raíz de la represión contra los homosexuales. Por primera vez desde el fin del gobierno de Yeltsin, más estadounidenses tienen una percepción negativa de Rusia, y está claro que la represión de los derechos LGBT ha hecho una diferencia aquí. Esta cancelación de la visa de Selena Gomez muestra que el gobierno ruso está sensible y a la defensiva, y muestra que la presión de la gente de todo el mundo y la reacción en contra de estas leyes es fuerte. Están asustados de tener a alguien como Selena Gomez y que potencialmente utilice su plataforma para promover los derechos LGBT».
John Becker

El 27 de febrero de 2014, Gomez recibió un reconocimiento en la gala unite4:humanity por su labor continua en la UNICEF. Durante el 22 y 23 de mayo de ese año, visitó la escuela Satbariya Rapti de Nepal en nombre de la UNICEF para dar a conocer su precaria situación. Gomez describió su visita como «extraordinariamente poderosa, por momentos devastadora y dolorosa, pero también muy inspiradora». En agosto de 2014, Gomez participó y donó dinero en el Ice Bucket Challenge, iniciativa para generar conciencia acerca de la esclerosis lateral amiotrófica.
Durante su gira Revival Tour de 2016 Gomez realizó diferentes donaciones de los beneficios generados gracias a la gira. Por un lado compartió que parte de las ganancias irían destinadas a la investigación del Lupus, enfermedad que padece, a través de Alliance For Lupus Research.  Por otro lado, previamente a su paso por Carolina del Norte, donde tenía fechado un concierto el 6 de junio de 2016, la joven realizó un comunicado por el que anunciaba que, en respuesta a ciertas medidas que fueron implementadas en el estado y que muchas organizaciones en defensa de los derechos LGTBI condenaron por considerarse tránsfobas, todos los beneficios obtenidos del concierto serían donados a organizaciones centradas en la defensa de la no discriminación. La cantante alegó en el comunicado: «Soy afortunada de haber crecido en una casa donde aprendí a muy temprana edad que todo el mundo debe ser tratado de forma igualitaria».  A su vez, el 6 de julio de 2016 se publicó el sencillo «Hands» que tenía como objetivo homenajear a más de 49 personas que fueron asesinadas el 12 de junio de 2016 en una Discoteca Pulse de Orlando, conocida discoteca de ambiente LGTB, participando Gomez junto con más otros 20 artistas como Britney Spears, Jennifer Lopez, Jason Derulo o Juanes. 
El 11 de septiembre de 2018 Gomez hizo público que había estado realizando un voluntario desde el mes de marzo de dicho año en la fundación A21, centrada en la lucha contra la trata de blancas.  Posteriormente, en diciembre de 2019 viajó a Kenia junto a la fundación WE Movement con el objetivo de colaborar en la misión de facilitar y fomentar el acceso a la educación básica de las mujeres en Kenia, participando en la construcción de algunos centros y ayudando a visibilizar la causa.   En junio de 2020 Gomez cedió su cuenta de Instagram, con más de 170 millones de seguidores, al movimiento Black Lives Matter, tal que durante al rededor de un mes cada día un activista destacado del movimiento tomó el control de su cuenta para realizar diversas publicaciones, incluyendo imágenes inéditas, donaciones y movilizaciones en protesta de la violencia policial contra la comunidad negra en Estados Unidos, que tuvo un gran momento de visibilidad tras la muerte de George Floyd el 25 de mayo de 2020 a causa de una asfixia causada por un agente de policía en una maniobra de reducción.  Así mismo, a lo largo de los distintos episodios de su serie de cocina Selena + Chef, Gomez realizó donaciones de 10.000 dólares en cada episodio a diferentes asociaciones y comedores sociales, habiéndose reportado un total de más de 360.000 dólares donados a lo largo de sus 3 primeras temporadas. 
En el ámbito de la inmigración, la joven participó en el documental Living Undocumented, publicado en Netflix el 2 de octubre de 2019, colaborando junto a su madre Mandy Teefey-Cornett en la producción, así como realizando entrevistas a algunos de los jóvenes migrantes que participaron, donde compartió que sus abuelos también cruzaron la frontera en su juventud y trabajaron muy duro para conseguir su ciudadanía.  Posteriormente el 20 de enero de 2025 la joven se posicionó en contra de las medidas migratorias del segundo gobierno de Donald Trump, alegando que sentía un gran pesar y alegó: "Lo siento mucho, desearía poder hacer algo, pero no puedo. No sé qué hacer. Haré todo lo que pueda, lo prometo".  Ante sus declaraciones, Sam Parker, candidato republicado al senado de Estados Unidos solicitó en sus redes sociales la deportación de Gomez, la cual es ciudadana de Estados Unidos de pleno derecho, a lo que Gomez le respondió "Gracias por las risas y por la amenaza"  e incluso la Casa Blanca, a través de sus redes sociales, respondió directamente al video de Gomez con testimonios de personas alegrándose por las medidas del Gobierno.

### Rare Impact Found
De forma simultanea al lanzamiento de su marca de cosméticos Rare Beauty en 2020, Gomez creó el Rare Impact Found, un fondo generado a partir, principalmente, de la contribución del 1% de los ingresos de cada venta realizada a la marca de cosméticos, con el objetivo de recaudar más de 100 millones de dólares en 10 años, los cuales tienen la misión de ser invertidos en crear programas para concienciar y facilitar el acceso a apoyo psicológico y terapia a todo el mundo.   Gomez inició este proyecto movida por la propia experiencia que la artista ha tenido batallando con problemas de salud mental, como depresión, ansiedad y bipolaridad, habiéndose pronunciado en muchas ocasiones sobre la importancia de la salud mental, la apertura de mente de la sociedad al tratar de estas cuestiones, y a la falta de accesibilidad a medios adecuados, llegando a ser invitada en 2022 a la Casa Blanca para participar en una ponencia sobre los retos del futuro en este ámbito y el compromiso de las instituciones. 
A parte de la financiación con los ingresos de la marca de cosméticos, Gomez ha impulsado otras vías de financiación alternativas, empezando por la celebración de una gala anual del fondo, o "Rare Impact Fund Benefit", donde se celebra una subasta por la que diversas celebridades, incluida Gomez, ofrecen cenas o artículos exclusivos, tal que la integridad de lo recaudado se utiliza para hacer donaciones a diversas fundaciones y organismos dedicados a programas de salud mental.  También ha animado a sus millones de seguidores a participar en el fondo para celebrar su cumpleaños,  así como en fechas señaladas, como en el Día Mundial de la Salud anunció que todas las ganancias obtenidas por la venta de su marca de cosméticos se destinarían de forma íntegra al fondo.  Por otro lado, Gomez ha compartido que desde su fundación en 2020, mantiene la exigencia de que cualquier endorso o colaboración que realice con marcas incluya que parte de los beneficios repercutan al fondo, como es el caso de su colaboración con la marca Oreo, la cual realizó una donación al fondo a petición de la artista. 
De acuerdo con un anuncio de la compañía, para 2025 ya se han conseguido movilizar más de 20 millones de dólares, repartidos entre más de 30 organizaciones y asociaciones centradas en la salud mental, habiendo alcanzado a más de 2 millones de personas al rededor del mundo. 

## Otras actividades

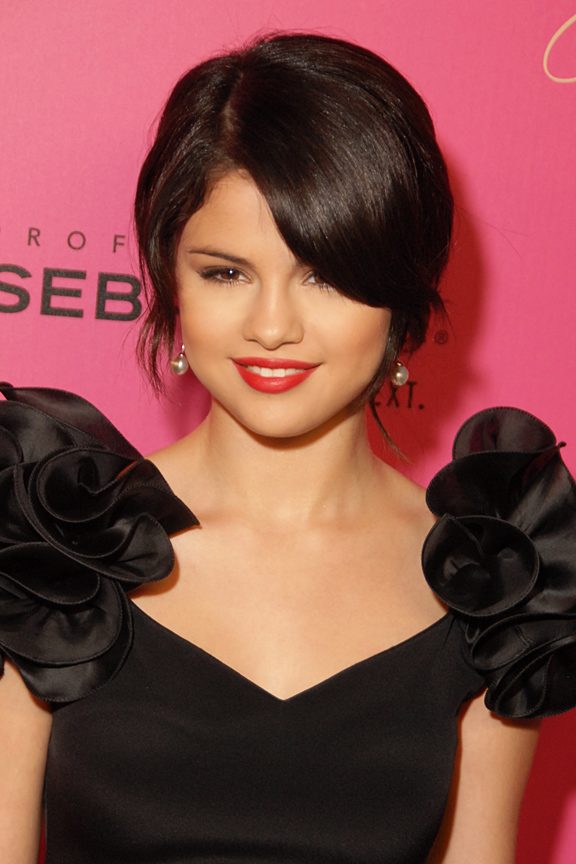
La actriz durante un evento de moda en Beverly Hills en octubre de 2009.

Además de su carrera principal como actriz y cantante, Gomez también se ha desempeñado como presentadora, diseñadora de moda, productora ejecutiva, entre otras actividades. A finales de 2008 inició su propia compañía productora, llamada July Moon Productions, y se unió a XYZ Films con la finalidad de que Gomez produjera y protagonizara al menos dos películas. A mediados de 2009 participó en la línea de ropa de vuelta a la escuela, Sears, para la cual filmó un vídeo promocional junto a Zendaya y Ross Lynch. Simultáneamente, presentó el Sears Arrive Air Band Casting Call, un concurso para buscar un integrante para Sears Arrive Air Band, cuyo ganador se presentaría en los MTV Video Music Awards de 2009. A finales de 2009, Gomez anunció que planeaba lanzar una línea de ropa, llamada Dream Out Loud. Su estrategia de lanzar una línea de ropa fue elogiada por críticos como Ella Ngo de E!, que señaló que a sus 17 años, Gomez era una de las «fashionistas jóvenes mejor vestidas de Hollywood». La ropa de Dream Out Loud se componía principalmente de vestidos bohemios, tops florales, jeans, faldas, chaquetas y calzado, todos reciclables, ecológicos y hechos de algodón orgánico. Respecto a ello, Gomez comentó: «Realmente quiero dar a los clientes opciones de cómo pueden poner sus propios looks juntos [...] Quiero que las piezas sean fáciles de vestir, y que las telas sean ecológicas es super importante». Kmart lanzó la línea de ropa el 1 de agosto de 2010 exclusivamente en sus tiendas y en su página web oficial. Durante 2011, Dream Out Loud recaudó aproximadamente 100 millones de dólares. Desde su lanzamiento, Gomez ha publicado diversas colecciones de ropa.

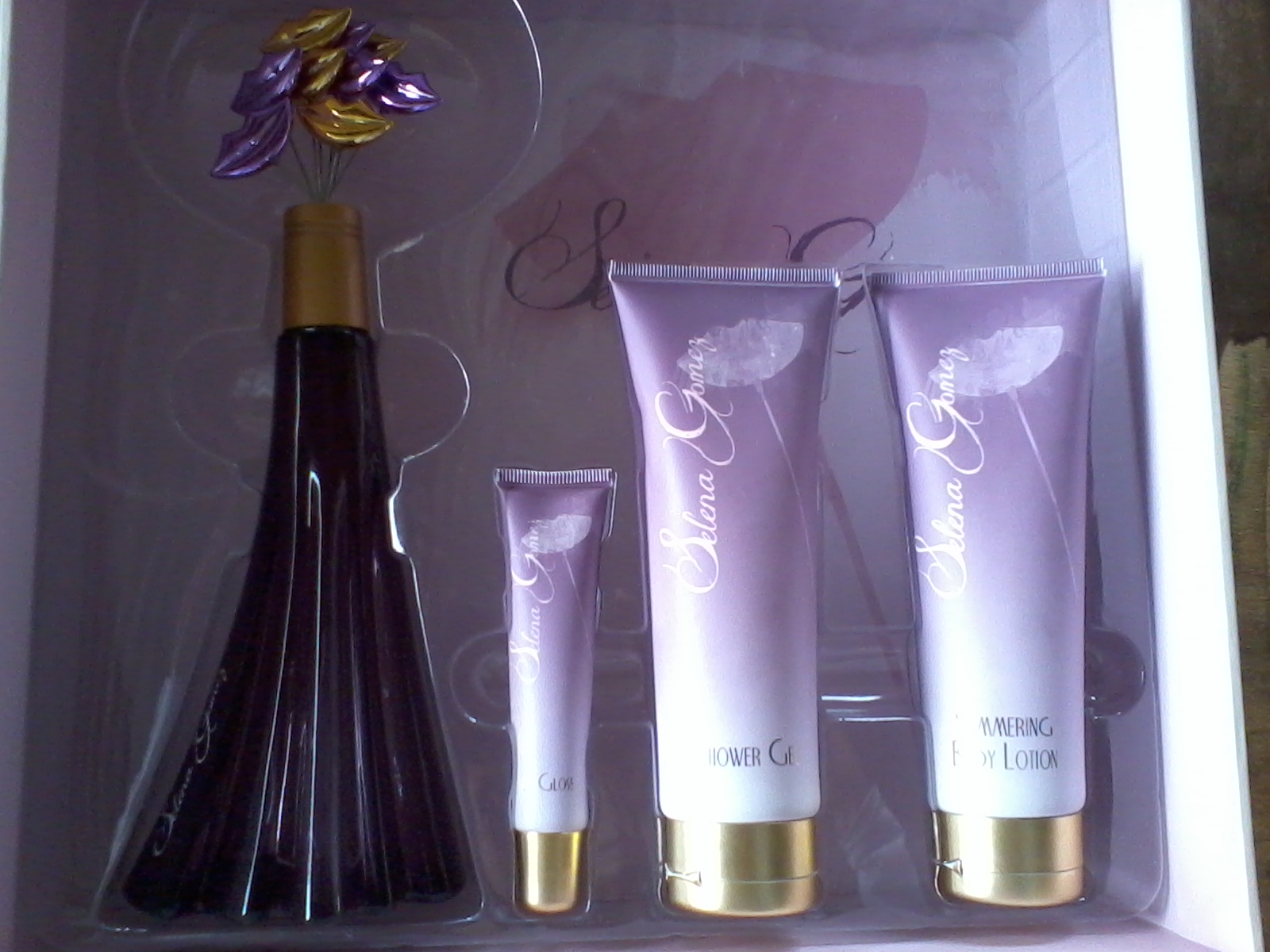
Empaque completo de perfume y lociones de Selena Gomez. De izquierda a derecha: perfume, labial, crema para baño y loción de cuerpo.

En noviembre de 2011, Gomez se incorporó como inversora para Postcard on the Run, una aplicación que permite enviar tarjetas digitalmente, con el fin de desempeñar un papel activo en el desarrollo creativo de la aplicación. La incursión de Gomez en el proyecto aumentó considerablemente la popularidad de este, y a solo veinticuatro horas de su inclusión, la aplicación recibió más de 20 000 descargas. En diciembre del mismo año publicó un vídeo en YouTube solicitando la ayuda de sus admiradores para elegir el aroma de su perfume. Entre las opciones se encontraban aromas de frutos como manzana, frambuesa, melón, vainilla y coco y flores como la freesia y el jazmín. Sobre sus aspiraciones para el perfume, explicó: «Las chicas quieren oler bien para los chicos que les gustan en la escuela, o para un enamorado. Eso es lo principal [...] Mi perfume, justo ahora, quiero que sea muy romántico, quiero que sea dulce y sofisticado». Finalmente, la fragancia escogida fue de frambuesa, freesia y vainilla, y Gomez lanzó el perfume bajo su mismo nombre en junio de 2012 en Macy's Herald Square (Nueva York). Su botella estaba hecha de vidrio y contaba con adornos en forma de labios de color púrpura y dorado en la parte superior. En una entrevista con US Weekly comentó sobre el diseño: «Yo quería que fuera alto para que se destacara [...] El diseño de la botella es casi como un vestido así que me representa en la alfombra. Los labios son divertidos... hacen que sea más joven y puedes jugar con eso». Según Gomez, sus principales influencias para la realización del perfume fueron Mary Kate Olsen y Ashley Olsen.
En junio de 2012 se asoció con Nicole by O.P.I. para producir sus propios esmaltes de uñas. Lanzó su colección de catorce esmaltes en la primavera de 2013, y algunos de estos llevaban el nombre de canciones de su autoría como «Hit the Lights» y «Naturally». El mismo año, Shashi Reddy, fundador de Case-Mate, seleccionó a Gomez para incluirla en su campaña Right Case, Right Occasion, para diseñar forros y carcasas para teléfonos. En 2013, Adidas NEO Label la eligió como su imagen publicitaria, y a su vez, diseñadora. En 2015, la línea de cuidados para el cabello Pantene escogió a Gomez como su imagen publicitaria.

## Impacto
Inicialmente una ídolo adolescente, se la ha referido como un ícono pop, como una «triple amenaza», debido a sus exitosas carreras de canto, interpretación y actuación, y como una de las latinas más influyentes en el entretenimiento. Gomez es una de las estrellas infantiles de mayor éxito. Vulture ocupó el tercer lugar en su lista «Las estrellas de Disney y Nickelodeon se volvieron pop», y escribió en 2021 que «Gomez es quizás la estrella más agradable y sencilla de su generación», y en la nueva versión de esta clasificación, la nombró como una de las pocas estrellas infantiles con una carrera musical exitosa cuando son adultos, escribiendo que «si eres un productor de EDM y estás buscando un éxito rápido, simplemente recluta a Gomez como tu vocalista destacada. Ella es como una` Hot 100 trucos» y sus fans «Selenators se asegurarán de que todo lo que ella haga siga siendo culturalmente relevante durante el tiempo que ella quiera». Comic Book Resources la nombró como el segundo «actor más exitoso de programas infantiles de la década de 2000» en su lista. Caroline Sullivan de The Guardian llamó a Gomez la «Reina de la preadolescente» y «la estrella más grande de The Walt Disney Company», y describió el fenómeno Gomez como una figura clave en la influencia de «miles de millones de niños y, a través de ellos, la influencia de las carteras de sus padres», aportando miles de millones a la empresa gracias a que «su imagen, series de televisión, películas, discos musicales, gamas de perfumes y ropa» están en el centro de atención «todo esto significa que los preadolescentes apenas pueden evitarla». Billboard la nombró la ex estrella de Disney más exitosa de la década de 2010. Con un patrimonio neto estimado de 1.300 millones de dólares, Gomez es la primera ex estrella de Disney en convertirse en multimillonaria, siendo una de los músicos más ricos y los multimillonarios más jóvenes del mundo.
Ha tenido un gran impacto en las redes sociales, siendo la segunda persona más seguida a nivel mundial en todas las plataformas (con un impacto en las redes sociales de más de 690 millones de personas) y la mujer más seguida en Instagram, como de 2024. Hugh McIntyre de Forbes señaló que «las publicaciones de Gomez, sin importar de qué imagen sea realmente, siempre gustan a millones de personas» y «de hecho, la mera mención de Selena Gomez en una publicación de otra estrella ayuda a aumentar el número de personas a quien le guste, demostrando su poder». Fue nombrada la influenciadora positiva número uno en las redes sociales en 2022. David Amsden de W la nombró «la chica más popular de Estados Unidos» y escribió que «consiguió su primer trabajo a los 7 años y a los 14 era conocida por millones de jóvenes prepúberes» y que «ella encarna una cepa particular de la fama estadounidense: tú saber quién es sin saber bien quién es». Variety la considera una personalidad clave en los medios globales, debido a su presencia de «múltiples guiones» que incorpora música, películas, televisión, cosméticos y activismo social. En 2021, Rolling Stone India la consideró uno de los íconos de la cultura pop más influyentes de su tiempo. En 2017, Time la honró como una de las «mujeres que están cambiando el mundo» en su lista de Primeras Mujeres Líderes. Gomez fue incluida en la lista Power 100 de The Hollywood Reporter, de 2022 a 2024 de manera consecutiva, como una de las mujeres más poderosas del entretenimiento, una calificación basada en logros, autoridad general dentro de la empresa y Hollywood, y su posición en la industria, nombrándola «una de los artistas, actores, productores, empresarios y filántropos más célebres a nivel mundial y cultural de su generación». People nombró a Gomez como una de las 15 mujeres que están «cambiando la industria musical hoy». Vogue India la nombró como una de las «mujeres que han inspirado a esta generación», calificándola de «creadora de noticias» en los titulares de la cultura pop. The Guardian le atribuyó el mérito de haber popularizado el «whisper pop», un estilo de música pop caracterizado por voces suaves, silenciosas y entrecortadas.
Una figura de cera de Gomez se ha exhibido en los Museos de Cera Madame Tussauds desde 2010, en Hollywood, la ciudad de Nueva York, Washington, Berlín, y su figura de cera fue la primera en Orlando. El trabajo de Gomez ha inspirado o influido en artistas y animadores como Billie Eilish, Hailee Steinfeld, Vanessa Hudgens, Miranda Hart, Lady Gaga, Britney Spears, y los principios de las carreras de Jenna Ortega y Joey King. En 2015, Justin Bieber llamó a Gomez una inspiración y musa de su composición en ese momento. Su álbum Purpose se inspiró en Gomez; también escribió canciones sobre ella como «What Do You Mean?», «Sorry», «Mark My Words», «All That Matters», y «Beauty and a Beat». Britney Spears también nombró a Gomez como la musa principal de su álbum Glory. Gomez recibió el Premio de Arte de la Fundación de la Herencia Hispana por su impacto en la cultura global a través de su música, filmografía y defensa. La Academia Latina de la Grabación honró a Gomez como una de las Damas Protagónicas del Entretenimiento por su «tremendo éxito comercial como cantante, actriz y productora». En octubre de 2024, el Gobierno de Francia concedió a Gomez el título de Caballero de la Orden de las Artes y las Letras por su «significativa contribución al enriquecimiento del patrimonio cultural francés». The Hollywood Reporter le otorgó el Premio a la Equidad en el Entretenimiento en diciembre, y Molly Shannon señaló que había usado su voz para «cambiar el mundo para mejor» y «cambiar el panorama del entretenimiento». Shannon la llamó «un modelo a seguir, no sólo por su inmenso talento y éxito, sino por la forma en que usa su influencia para empoderar a otros. Desafía el status quo y crea un mundo más inclusivo y compasivo para todos».

## Vida personal

### Propiedades
Gomez era dueña de una casa de 6,6 millones de dólares en Calabasas, Los Ángeles. En 2014, vendió su mansión en Tarzana, Los Ángeles, por 3,5 millones de dólares. En 2015, compró una mansión en Fort Worth, Texas, por $3,5 millones, y en octubre de 2018 se vendió la casa. En 2020, Gomez se mudó a una mansión de $4.9 millones en el vecindario de Encino. Ese mismo año, vendió su casa en Studio City, Los Ángeles, por 2,3 millones de dólares.

### Creencias
Gomez se crio como católica. En 2005, a los 13 años quería un anillo de pureza, y su padre fue a la iglesia y la bendijo. Ella ha dicho: «De hecho, me usó como un ejemplo para otros niños: voy a cumplir mi promesa conmigo misma, con mi familia y con Dios». Gomez dejó de usar el anillo en 2010. En 2014, Gomez dijo que escuchó «Oceans (Where Feet May Fail)» por Hillsong United antes de presentarse en los American Music Awards. En 2016, apareció en un concierto de Hillsong Young & Free en Los Ángeles, liderando la adoración cantando su canción «Nobody». Cuando un fan en Twitter le preguntó a quién se refieren las letras de «Nobody», Gomez respondió que se refieren a Dios. También hizo una versión de la canción «Transfiguration» de Hillsong Worship durante su Revival Tour. En 2017, dijo que no le gustaba el término «religión» y que a veces «me asusta», y agregó: «No sé si es necesariamente que creo en la religión tanto como creo en la fe y en una relación con Dios». En 2017, comenzó a asistir a la Iglesia Hillsong en Los Ángeles, y ha dicho que no se considera religiosa, sino que está más preocupada por su fe y su conexión con Dios.En 2020, abandonó Hillsong debido a un escándalo que involucraba a un pastor.
En 2021, afirma mantener su fe cristiana y habiendo leído tres veces el libro Una vida con propósito del pastor cristiano bautista Rick Warren.

### Salud
Gomez fue diagnosticada con lupus en algún momento entre 2012 y principios de 2014. En septiembre de 2017, reveló en Instagram que se había retirado de los eventos públicos durante los meses anteriores porque había recibido un trasplante de riñón de la actriz y amiga Francia Raisa. Durante el trasplante, se rompió una arteria y se realizó una cirugía de emergencia para construir una nueva arteria usando una vena de su pierna.
Gomez ha sido abierta sobre sus luchas con la ansiedad y la depresión. Comenzó a buscar terapia cuando tenía poco más de veinte años y también pasó un tiempo en centros de tratamiento. Cuando alcanzó los 100 millones de seguidores en Instagram, Gomez dijo que «se asustó un poco» y desde entonces se ha tomado varios descansos prolongados de las redes sociales, en parte debido a los comentarios negativos. En abril de 2020, reveló que tiene trastorno bipolar.
En octubre de 2022, Gomez canceló una aparición en The Tonight Show Starring Jimmy Fallon luego de dar positivo por COVID-19. En noviembre de 2022 reveló que tuvo un episodio de psicosis en 2018.
En septiembre de 2024, Selena Gomez reveló en una entrevista con Vanity Fair que, debido a problemas de salud, no puede gestar a sus propios hijos. Explicó que sus condiciones médicas pondrían en riesgo tanto su vida como la del bebé, y que ha considerado opciones como la adopción o la gestación subrogada para formar una familia en el futuro. Gomez afirmó: "Soy una de esas personas. Estoy emocionada por cómo será ese camino, porque será un poco distinto. Pero al fin y al cabo, no me importa. Será mío, será mi hijo".

### Relaciones
Gomez salió con el cantante Nick Jonas de 2008 a 2009. Apareció en el video musical de la canción de su banda «Burnin' Up». Desde diciembre de 2010 hasta marzo de 2018, Gomez estuvo en una relación intermitente con el cantante canadiense Justin Bieber. En 2015, comenzó a salir con el DJ ruso-alemán Zedd poco después de grabar su canción «I Want You to Know». Se separaron más tarde ese año. En enero de 2017, Gomez comenzó a salir con el cantautor canadiense The Weeknd. Se mudaron juntos temporalmente más tarde en septiembre, pero se separaron un mes después. En diciembre de 2023, Gomez confirmó que está en una relación con el productor discográfico estadounidense Benny Blanco, Selena dio a conocer en su cuenta de Instagram que se comprometieron el jueves 12 de diciembre del 2024 después de un año de noviazgo.
Gomez considera a Taylor Swift como su «única» amiga en la industria; han expresado su admiración mutua en numerosas ocasiones en los medios desde 2008, y su amistad ha sido ampliamente cubierta por los medios de comunicación.

### Patrimonio
De acuerdo con el portal Bloomberg, Selena Gomez tiene un patrimonio neto actual de $1.3 billones de dólares. La gran mayoría del patrimonio neto de Gomez proviene de su exitosa compañía de maquillaje, Rare Beauty.

## Logros
Gomez ha ganado varios premios, entre ellos: un American Music Awards, un Billboard Music Awards, un Festival Internacional de Cine de Cannes, 16 Guinness World Records, tres iHeartRadio Music Awards, seis Latin American Music Awards (es la cuarta artista femenina más premiada), tres MTV Movie & TV Awards, dos MTV Video Music Awards y cinco People's Choice Awards. Por su trabajo musical, fue nominada a dos Premios Grammy (incluido Álbum del año como artista principal) y un Premio Grammy Latino. Por su trabajo como actriz, ganó un Premio Satellite y fue nominada a tres Premios de la Crítica Televisiva, cuatro Premios Globo de Oro, tres Premios NAACP Image y tres Premios del Sindicato de Actores. Como productora, fue nominada a seis Premios Emmy que incluyen: tres veces como productora del Premio Primetime Emmy a la mejor serie de comedia, lo que la convierte en la productora latina más nominada en la historia de la categoría. Con 18 victorias, Gomez es la cuarta artista solista más premiada en los Teen Choice Awards. Actualmente tiene el récord de más premios Kids' Choice Awards (12) para un individuo. Además, también ha ganado numerosos premios por su labor filantrópica, caritativa y defensa de la salud mental, incluido el Premio McLean, el Premio del Laboratorio de Innovación en Atención Médica de Stanford, el Premio Morton E. Ruderman en Inclusión de la Ruderman Family Foundatio y el Premio de Arte de la Fundación de la Herencia Hispana por su impacto en la cultura global a través de su música, filmografía y defensa.
Habiendo acumulado 45 mil millones de reproducciones en todo el mundo hasta 2022, Gomez es una de los artistas con más reproducciones de todos los tiempos. Fue la octava artista femenina más reproducida y una de las más reproducidas de la década de 2010 tanto en Spotify como en Apple Music. En 2017, ocupó el tercer lugar como artista femenina con más reproducciones en Spotify. En noviembre de 2018, Gomez superó a Drake y se convirtió en la artista con más reproducciones de Spotify con 46 millones de oyentes mensuales, sin lanzar un nuevo álbum desde 2015 (Ariana Grande luego superó este récord).
Con un gran número de seguidores en las redes sociales (más de 690 millones de seguidores), Gomez es la segunda persona más influyente y la mujer más influyente a nivel mundial en todas las plataformas. Es la mujer más seguida en Instagram en 2024 y fue la persona más seguida en la plataforma desde marzo de 2016 hasta octubre de 2018. Es la primera persona en superar los 100 millones y la primera mujer en superar los 400 millones de seguidores en la plataforma. Gomez ostentaba el récord de imagen con más me gusta en Instagram en 2016, y tiene 4 de las 15 publicaciones con más me gusta no relacionadas con el fútbol en 2024. Es la séptima mujer con más seguidores en Twitter y fue la actriz con más seguidores en la plataforma. Tiene el récord de actriz con más me gusta en Facebook, siendo la tercera mujer más seguida en Facebook.
Gómez ha sido incluida en muchas listas prestigiosas y ha sido premiada por prestigiosas publicaciones y revistas. En 2015, Gomez fue honrada con el premio Chart-Topper en el evento evento Billboard Women in Music. Al año siguiente, fue incluida en la lista 30 menores de 30 de Forbes en la categoría de música, y nuevamente en 2020 en su categoría «All-Star Alumni». Billboard  nombró a Gomez la Mujer del Año, la incluyó en su lista de los mejores artistas de canciones pop de todos los tiempos en 2018 (en el número 31), y la nombró una de las 100 artistas más exitosas del mundo en la década de 2010 en 2019, ubicándola en el puesto 38. Time la incluyó en su lista anual de las 100 personas más influyentes en 2020. Ese mismo año, también fue honrada como una de las Damas Destacadas del Entretenimiento por La Academia Latina de la Grabación. De 2022 a 2023, The Hollywood Reporter la incluyó en su lista anual de las 100 mujeres más poderosas del entretenimiento.

### Logros musicales
Gomez tiene la canción Afrobeats más exitosa de todos los tiempos con «Calm Down». La canción rompió los récords como la canción liderada por un artista africano con mayor y mayor duración en el Hot 100, el número uno de mayor duración de todos los tiempos en la lista Billboard US Afrobeats Songs, con 58 semanas en la cima, la canción con mayor duración en el top 10 y en general en la lista Pop Airplay, con 45 y 71 semanas respectivamente, la primera pista dirigida por un artista africano que alcanza los mil millones transmisiones en Spotify y mil millones de transmisiones bajo demanda en los Estados Unidos; su vídeo musical se convirtió en la canción Afrobeats más vista en YouTube. Gomez es una de las seis mujeres en conseguir al menos tres sencillos número uno en la lista Pop Airplay de un solo set. Con su EP Revelación y su sencillo «Baila conmigo», se convirtió en la primera mujer en encabezar las listas de álbumes latinos y Latin Airplay de Estados Unidos simultáneamente en más de una década. Gomez es la artista activa más larga con 16 éxitos consecutivos entre los 40 primeros en el Billboard Hot 100. Rompió el récord con la canción «Ice Cream» con Blackpink como el tercer debut de 24 horas más alto para un video musical en YouTube en ese momento, con más de 79 millones de visitas, y el más alto para artista y colaboración femenina, y el vídeo musical más visto publicado en 2016 en YouTube con «We Don't Talk Anymore» con Charlie Puth. Gomez se convirtió en la segunda mujer en convertirse en la artista más reproducida de Spotify en noviembre de 2018, con 46 millones de oyentes mensuales.
Gomez ha batido muchos récords mundiales. Gomez ha encabezado el Billboard 200 tres veces consecutivas, y el Billboard Hot 100 una vez, y el Billboard Artist 100. En mayo de 2017, vendió 24,3 millones de canciones en los Estados Unidos, y en agosto de 2023, vendió 3,6 millones de álbumes en los Estados Unidos y vendió más de 11,5 millones de unidades equivalentes a álbumes. Según la Recording Industry Association of America (RIAA), tiene 63 millones de unidades certificadas en los Estados Unidos. Es una de las más reproducidas artistas en Spotify a nivel mundial. Siete de las canciones de Gomez han alcanzado más de mil millones de reproducciones en Spotify, y dos de sus videos musicales han alcanzado más de dos mil millones de visitas en YouTube («We Don't Talk Anymore» es el video musical más visto publicado en 2016 en él).

## Filmografía
Según el sitio del agregador de reseñas Rotten Tomatoes, los proyectos de cine y televisión más aclamados por la crítica de Gomez incluyen The Suite Life of Zack & Cody (2006), Hannah Montana (2007), Wizards of Waverly Place (2007-2012), Another Cinderella Story (2008), Princess Protection Program (2009), Ramona and Beezus (2010), The Muppets (2011), Spring Breakers (2012), Hotel Transylvania (2012), Girl Rising (2013), The Wizards Return: Alex vs. Alex (2013), Rudderless (2014), The Fundamentals of Caring (2016), Neighbors 2: Sorority Rising (2016), The Dead Don't Die (2019), A Rainy Day in New York (2019), Selena + Chef (2020-presente), Only Murders in the Building (2021-presente) y Emilia Pérez (2024).
Gomez también fue productora ejecutiva de las series de televisión 13 Reasons Why (2017-2020), Living Undocumented (2019), y el documental Mi Vecino el Cartel de Vix+.

## Discografía
Álbumes de estudio
- 2013: Stars Dance
- 2015: Revival
- 2020: Rare
- 2025: I Said I Love You First

Álbumes recopilatorios
- 2014: For You
- 2020: Selena x Votes

Álbumes de estudio con Selena Gomez & the Scene
- 2009: Kiss & Tell
- 2010: A Year Without Rain
- 2011: When the Sun Goes Down

EP
- 2009: Another Cinderella Story
- 2013: Slow Down
- 2015: For You
- 2021: Revelación

## Giras
| Como solista - Stars Dance Tour (2013-2014) - Revival Tour (2016) | Con Selena Gomez & the Scene - Selena Gomez & the Scene: Live in Concert (2009-2010) - A Year Without Rain Tour (2010-2011) - We Own the Night Tour (2011-2012) |